# 八甲田山 (映画)
『八甲田山』（はっこうださん）は、新田次郎の小説『八甲田山死の彷徨』を原作とする日本映画。橋本プロダクション・東宝映画・シナノ企画の製作で1977年に公開された。

## 概要
1902年（明治35年）に青森に駐屯していた歩兵第5連隊が雪中行軍の演習中に遭難し、演習に参加した210名中199名が死亡した事件（八甲田雪中行軍遭難事件）を題材に、極限状態での組織と人間のあり方を問いかけた作品である。
高倉健、北大路欣也主演。北大路の台詞「天は我々を見放した」は当時の流行語になった。監督は森谷司郎、音楽は芥川也寸志で翌1978年3月の第1回日本アカデミー賞最優秀音楽賞を受賞している。配給収入は25億900万円で、1977年の日本映画第1位を記録した。

## あらすじ
1901年（明治34年）10月、弘前第八師団の第四旅団本部で、旅団長の友田少将と参謀長の中林大佐が青森歩兵第五連隊と弘前歩兵第三十一連隊の連隊長以下を集めて会議を開いた。議題は八甲田の雪中行軍演習であった。日清戦争終了から6年を経て、ロシアの満州への進出で日露関係が緊迫して、もはや大陸での日露開戦は不可避と見られていた。第八師団では対露戦の準備に入っていた。そこで課題として参謀長が挙げたのは寒地装備と寒地訓練の不足であった。相手は零下40度の雪原でも闘えるロシア軍であり、日本軍にはそのような経験が無いので、極寒対策や雪中行軍の注意点及び装備品の研究を行うために厳冬期の八甲田山を行軍して調査を実施するものであった。加えて陸奥湾と津軽海峡がロシア軍により封鎖・占拠され、青森と八戸・弘前を結ぶ沿岸交通路が艦砲射撃被害などで万一断たれた場合は内陸の八甲田山系がそれらを結ぶ唯一の経路となるが、当時は「積雪量の多い八甲田が冬期間物資輸送経路にできるか否か未知数」だったため、「八甲田が冬でも物資輸送経路として使えるか否かを試す」意味もあった。
弘前第八師団の友田少将/旅団長（島田正吾）は、雪中行軍の実績がある青森歩兵第五連隊神田大尉/中隊長（北大路欣也）と弘前歩兵第三十一連隊徳島大尉/中隊長（高倉健）に「二人とも雪の八甲田を歩いてみたいとは思わないか」と提案した。これは実質命令であると双方の連隊長は受け取っていた。会議のあとに弘前歩兵第三十一連隊長児島大佐（丹波哲郎）と青森歩兵第五連隊長津村中佐（小林桂樹）はどうせなら八甲田ですれ違う行軍計画にしようと気軽に口約束する。そして出発前、弘前の徳島大尉の私邸で勉強会を終えた徳島と神田は、雪の八甲田での再会を誓い合った。
徳島大尉は第三十一連隊雪中行軍隊の行軍計画要項を連隊長に提出した。連隊長同士の約束を考慮し、10泊で総距離240kmの強行日程を組み、少数精鋭の27名の隊員（その中には兵卒よりも下士官を多くした）で雪中行軍する計画書であった。これは徳島大尉の「このような計画になった責任は連隊長にあります」との言葉通り、連隊長が雪の八甲田で両隊が合流する約束をしたため、弘前からは南を迂回して十和田湖を東に進んで、東南の方向から八甲田山に入るコースしか選択肢がなかったためである。小隊規模にもならぬと連隊長から指摘されると、兵卒を少なく下士官を多く参加させて万が一の場合でも申し訳が立つと言い、「自分は安請け合いしたことを後悔しています。冬の八甲田は恐ろしい所です。」と連隊長に語るのであった。
一方神田大尉の第五連隊雪中行軍計画は、弘前とは対照的に青森からいきなり八甲田をめざす3日間の短期日程で、当初は小隊規模を予定していた。ところが、弘前第三十一連隊の小隊にも満たない規模での長い行程を聞いて大隊長の山田正太郎（三國連太郎）は、弘前第三十一連隊と比較して、青森第五連隊の内容が貧弱に思えて、規模も行程も特色を出すために中隊規模に拡大した上に大隊本部付きでの大行軍にすることを唱え、実施することになった。
1902年（明治35年）1月20日午前5時、弘前第三十一連隊雪中行軍隊は連隊本部を出発した。青森第五連隊では雪中行軍計画要項が提出されて、連隊長が大隊本部の随行は雪中行軍とは別だなと念を押して決裁していた。連隊長は大隊長の同行に不安を感じていた。雪中行軍の本隊である中隊編成は196名、別途随行する大隊本部は14名、合計210名の規模となった。問題は物資を運ぶ輜重隊で、行軍の遅れが心配された。神田大尉は想定していた3日間の行程ではなく、5-6日かかることを覚悟していた。
1月23日午前6時55分、青森第五連隊雪中行軍隊は連隊本部を出発した。この日の行程は田茂木野 - 小峠 - 大峠 - 賽の河原 - 馬立場 - 鳴沢 - 田代（泊）で20kmを予定していた。しかし、行程半ばで天候が悪化、また雪山に慣れない人間の集団で行軍に影響が出始め、さらには単なる雪中行軍調査のための随行で指揮権の無いはずの大隊長の干渉によって指揮系統が混乱。神田大尉が想定していた田茂木野での案内人の雇用もなくなり、道案内がないまま行軍することになる。やがて吹雪が吹き荒れて、予断を許さない天候状況に行軍するかどうか判断することになった時、別の中隊長が大隊長に意見具申して大隊長が強行する判断を下した。もはやこの時点で神田大尉に指揮権は無かった。輜重隊が遅れたためソリの放棄を大隊長に求めたが大隊長が反対して行軍隊の指揮は決定的に乱れてしまった。そして最初の宿営地である田代への道がどうしても発見できず、日が暮れて暗い雪原の中で寒さに震えながら立ち往生を余儀なくされた。田代までわずか2キロの距離であった。ここでまた混乱が起こる。突然大隊長が行軍を中止して帰営を決断する。そして帰営するため行軍を始めると進藤特務曹長が田代への道筋が分かったとして、方向転換して再び田代へ向かうが峡谷に迷い込んでしまった。特務曹長は錯乱して隊から離れていった。峡谷からは登って行かざるを得ず、氷に足を滑らして多数の犠牲者を出した。神田大尉は馬立場に戻ればと考えたが、もはや過酷な環境と疲労のために雪中行軍隊は四散し、バタバタと倒れていった。2日目の夜も野営を余儀なくされた。神田大尉は徳島大尉に思いを致していた。そして朝になって天候が回復さえすればと念じていた。しかし3日目の1月25日朝を迎えたが天候は回復しなかった。それを見て神田大尉は「天は我々を見放した」と叫んだ。村山伍長（緒形拳）はこの時に隊から離れて一人で行動を始めた。
一方、弘前第三十一連隊雪中行軍隊は一人負傷したが、案内人を雇い入れて計画通りに行軍を進めていた。1月25日に三本木に到着したが、この日に第五連隊雪中行軍隊も三本木に到着の予定であったことを知って、徳島大尉は不安を覚えるのであった。その三本木に電話を入れて来たのは青森第五連隊本部であった。雪中行軍隊の到着の報に一瞬安堵したが、それが弘前第三十一連隊だったと知って、第五連隊長は全連隊に集合をかけた。第五連隊から行方不明になったとの報を受けた弘前第三十一連隊本部は雪中行軍の中止を決断したが徳島大尉に連絡する術がなかった。
1月27日、賽の河原で神田大尉から先に田茂木野に向かい救援を依頼するように命じられていた江藤伍長を、第五連隊本部から来た遭難救助隊が大峠付近で発見し、第五連隊本部並びに師団本部に第五連隊雪中行軍隊遭難の報が入る。しかし第三十一連隊雪中行軍隊はすでに八甲田山に突入していた。第三十一連隊行軍隊は過酷ながらも順調に八甲田を進むが、道中、斉藤伍長の弟である長谷部一等卒（神田大尉の従卒）の遺体を発見する。これで第五連隊行軍隊の遭難を知るが、徳島大尉は不安を押し殺して行軍を続け一気に八甲田の踏破を目指した。猛烈な風雪にたじろぐが前進して行った。困難な行軍の途中、賽の河原にて徳島大尉は、多数の第五連隊行軍隊員の死体を発見する。その中に神田大尉を発見する。遭難の責任を取り、神田は舌を噛み切って雪中で自決していたのだった。冷たくなった神田大尉の顔に、生前の彼の笑顔が重なり、八甲田までの苦労をねぎらう言葉を徳島にかけてくるように見えた。既に逝った男の前で、徳島は幻の再会を果たした。
悲しみと衝撃を受ける徳島大尉だったが、無事に八甲田山を突破、雪中行軍を成功させる。1月29日午前2時に田茂木野に到着する直前、道案内人たちにその労をねぎらい、手当を渡してから「八甲田で見たことは今後一切喋ってはならない」と忠告するのであった。その後に青森第五連隊の遺体収容所に行き、徳島は、収容された神田の遺体と対面。だが第三十一連隊行軍隊が賽の河原に到達する以前、既に第五連隊本部が神田を含む第五連隊行軍隊員の遺体を収容していたことを知り愕然とする。神田の霊が雪中で徳島を待っていたのか、それともあの再会は過酷な寒さによる徳島の幻想であったのか。徳島は神田の妻はつ子（栗原小巻）から、神田大尉が徳島との再会を楽しみにしていたと聞かされ、「会いました。間違いなく自分は賽の河原で会いました」と言って泣き崩れるのであった。
弘前第三十一連隊雪中行軍隊は負傷者1名を三本木から汽車で弘前に帰した以外は全員八甲田を無事踏破し生還を果たした。一方青森第五連隊雪中行軍隊は大隊本部の倉田大尉（加山雄三）の引率の下、12名しか生還（内1名は生還後に死去）することができなかった。その中には人事不省のまま生還した山田大隊長もいたが、彼は遭難の責任をとり、拳銃で心臓を撃ち抜き自決する。徳島大尉以下の面々と第五連隊で生還した倉田大尉は、2年後の日露戦争の黒溝台会戦において零下20度の厳冬の中を戦い抜き、全員戦死。その犠牲は後の奉天会戦での日本軍の勝利に結び付いた。
やがて時が流れて平和な時代が訪れた。青森ねぶた祭の歓声に沸く頃、杖をつきながらロープウェーに乗り、八甲田の自然を窓から静かに眺める一人の老人がいた。青森歩兵第五連隊雪中行軍隊で生き抜いた村山伍長であった。彼は草木に覆われた穏やかな景色の中、八甲田山系の山々をただただ見つめていた。

## 出演者

### 弘前歩兵第三十一連隊

#### 雪中行軍隊
徳島（とくしま）大尉
演 - 高倉健、石井明人（幼少期の回想）
第一大隊第二中隊長。青森県南津軽郡石川町（現在の弘前市の一部）乳井出身。自宅が弘前市富田、養母が黒石市北田中に居住している。岩木山で雪中行軍の経験があり、冬山、寒冷地、積雪地における行軍を成功させるための様々な工夫を行う。これが「装備を軽くした少数精鋭編成」へ結びつき、第三十一連隊の八甲田山雪中行軍を一人の落伍者も出すことなく成功させることにつながった。日没時には現地の民家で宿営して寒さと暴風雪をしのぎ、睡眠および休憩時間・食事も十分確保して疲労による落伍を防ぐ工夫をした。
青森歩兵第五連隊の神田大尉とは、第四旅団司令部における「雪中行軍作戦会議」で「天候に恵まれた一度や二度の経験は何の役にも立たない」「悪天候など万一の事態に遭遇しても命を守る備えを確実にする」などの助言をしたり、自宅へ招いて岩木山雪中行軍の内容学習を行い、「大人数では指揮官の目が隅々まで行き届かず・隊列維持および指示命令&注意事項の伝達が困難となり遭難の危険性が高まるので・少人数の小隊編成で命令系統を一本化し、冬山の経験と知識が豊富で体力のある者のみを厳選した少数精鋭主義」「自分たちで装備・宿営用具（食糧・炊事道具・寝袋・燃料など）を運べば負担が増し行軍全体に遅れが出るので、装備は極力軽くする。宿営は原則民泊とし、食糧・燃料などの消耗品は宿営地で地元住民より提供してもらう」「吹雪の中では目標把握が困難で方位磁石や地図が役に立たないので、地元に土地勘がある案内人を雇う」「事前準備期間は十分確保し、特に寒さ対策を怠らない」「出発前および本番中は気象情報収集を怠らない。悪天候や日没で目的宿営地への到着が遅れそうな場合は出発地か前日の宿営地へ引き返す・または途中で雪濠を掘って露営するなど寒さをしのいで命を守る工夫をし、決して無理せず余裕ある行軍計画を立てる」「万一道に迷ったらむやみに動き回らず・雪濠を掘って露営するなど体力温存に努める。日没時も暗闇でむやみに動き回らずその場にとどまり、出発は翌朝の天候回復まで待つ。救助要請をした時は動き回らず、救助隊員に見つけてもらえるよう生存の意思表示をする」「暴風雪など天候の悪化が予想される場合は行軍自体を中止する、および途中で行軍日程を切り上げ引き返す勇気を持つ」といった雪中行軍の心構えを説いている。
一時は八甲田山での雪中行軍の中止を具申することも考えていたが、旅団長の実質的な命令、三十一連隊長と五連隊長の約束事から、八甲田山雪中行軍の徳島隊の指揮官として、「弘前出発後・小国～十和田湖～中里～三本木～増沢～八甲田～田茂木野～青森経由で弘前へ戻る10泊11日・全長240km行程」で雪中行軍を計画・実施する。行軍本番1か月前には経由地の町村役場へ「消耗品・食糧・宿営地の提供や案内人雇用などへの協力を求める手紙」を出すと共に、部下（佐藤一等卒と小山二等卒など）に対し「行軍経路の下調べ、現地での案内人手配、宿営地や糧食・消耗品の調達交渉、および凍傷や低体温症防止方法など・地元住民からの各種情報事前収集を年末年始休暇返上で行う」よう命じた。徳島隊結団式では隊を構成する27名全員が出席したうえで「水筒の水は（満水にせず）七分目まで入れ、絶えず動かしていれば凍らない。人間の体もそれと同じだ。たとえ小休止といえども足の指は靴の中で動かし、手袋をはめた指も必ず動かす」と行軍時における注意事項を訓示するなど、凍傷の危険性や、飲料水や糧食の凍結防止について十二分に説明を行った。本番1週間前には神田大尉に宛てた手紙を速達で出し、徳島隊の経路で困難な区間を明らかにしたうえで、五連隊の神田隊に「最も遭難の危険性が高い区間」を暗示した。
雪中行軍本番の1月20日、徳島隊は午前5時に弘前の屯営を出発し、軍歌の雪の進軍を斉唱するなどして隊の士気を高めた。隊員には「行軍中の勝手な行動の一切厳禁」「防寒着の装着などは自身（徳島大尉）の指示・命令が出てから行う」ことを徹底させた。凍傷・低体温症防止には足踏みと手指の摩擦や、足先保温のため藁の雪沓の使用・油紙で足を包み靴下に唐辛子をまぶす・厚手靴下を三重に履かせるなどの処置を行わせた。小国と切明（現在の平川市）で宿営・小休止をしたのち、白地山・元山峠経由で十和田湖畔の銀山（現在の秋田県鹿角郡小坂町）へ向かう際には暴風雪の兆しをいち早く察知し、耳当て着用・厚手手袋の二重着用・襟巻き（マフラー）を巻くことを隊員へ指示している。宇樽部（現在の十和田市）で宿営後、中里（現在の三戸郡新郷村）へ向けて犬吠峠を越える際には、隊員全員を荒縄で一列に結び、滑落と視界不良による落伍を防いだ。中里では案内人と別れたのちに、地元住民からの「家に泊まらないか」との誘いを断って集落近くの空き地に雪壕を掘り、一夜を明かす夜間耐雪訓練を実施している。三本木（現在の十和田市）到着時に予定通りであれば神田隊が三本木に到着しているはずだが、五連隊の本部にその報告が入っていないとの連絡を三十一連隊の門間少佐より（三本木の宿の主人を通じて）受け取るが、悪天候などで遅れることはあると考えて、自身は神田隊が消息を絶っているとは思っていなかった。次の宿営地である増沢でも神田隊の姿はなく、八甲田山への出発前に神田大尉を心配する。
八甲田山の増沢（現在の十和田市）から田代（現在の青森市）へ至る経路では、現地で雇った案内人に従って行軍し、田代温泉への道は猛吹雪で見つけられなかったものの、道中は雪壕による露営などで隊の損耗を抑えた。
田代出発直後に斎藤伍長が弟・長谷部善次郎一等卒の遺体を見つけ「弟の亡骸を背負って帰りたい」と懇願されると、「（亡き弟と一緒に帰りたい）気持ちはよく分かる。だがこの先・田茂木野まではまだまだ難関があるため、弟を背負った斎藤伍長が倒れればそれを助ける者もまた倒れ、我が三十一連隊は全滅する。弟の遺体は後日救助隊が収容に来るから、今は静かに眠らせておいてやれ」と慰留し「自隊の安全を最優先する」旨を強調。のちに参加者全員が長谷部一等卒の遺体に黙祷を捧げた。出発後は猛吹雪「ホワイトアウト」に遭遇するが、案内人に従い田茂木野へ向け前進を続ける。
一行が猛吹雪の八甲田を踏破し田茂木野村（現在の青森市）へ着くと（案内料を支払って案内人と別れたのち五連隊の捜索隊現地指揮本部へ立ち寄り）、「自隊（三十一連隊）は負傷のため三本木より弘前へ途中帰営させた松尾伍長を除く全員が猛吹雪の八甲田を踏破。鳴沢から賽の河原にかけて神田大尉を含む五連隊の隊員の複数の遺体を発見した」旨を五連隊捜索隊指揮官の木宮少佐へ報告。しかし、実際には神田大尉らの遺体は前日の時点で既に収容されており、田茂木野に設けられた「五連隊雪中行軍遭難犠牲者の遺体安置所」で（本来八甲田山中で会うはずだった）神田大尉の遺体と悲しみの対面をする形となった。
三十一連隊が八甲田雪中行軍を無事成功させた旨は「五連隊大量遭難」に霞み大きくは報じられなかったものの、その後の「寒地訓練確立と寒地対応装備の開発」へと活かされている。
モデルは福島泰蔵大尉。

田辺（たなべ）中尉
演 - 浜田晃
行軍本番中は徳島大尉の指示を復唱し、隊員に指示が行き届くようにした。
中里の集落では案内人を最後尾に置くことを上申するが、徳島大尉に却下されている。

高畑（たかはた）少尉
演 - 加藤健一
行軍本番前の「三十一連隊雪中行軍隊結団式」では、経路の事前調査と宿営地・案内人などの交渉を担当した佐藤一等卒と小山二等卒からの報告内容をメモする。
行軍本番では小国から琵琶の平を経て切明への行軍中「後尾に付け」と徳島大尉に命ぜられ、隊列の最後尾に付く。

船山（ふなやま）見習士官
演 - 江幡連
気象観測を担当する見習士官。銀山から宇樽部までの行軍中に実施した気象観測では「気温が6度も急降下し風も急に強まってきているので、これは本格的な大暴風雪の前兆ではないか」と徳島大尉に報告する。なお行軍中は「風向・風速を測るための吹き流し付き竹棒」と「積雪の深さを測る竹棒」をそれぞれ背嚢に固定すると共に、現在地の気温を測る温度計を携帯している（気温は「手元の温度計で測った温度」と「体感温度」の2種類を測定・報告）。また、足を捻挫した松尾伍長を背負う川瀬伍長の銃を持つように徳島大尉に命じられた。

長尾（ながお）見習士官
演 - 高山浩平
隊員の疲労度調査を担当する見習士官。

倉持（くらもち）見習士官
演 - 安永憲司
装備点検を担当する見習士官。宇樽部での宿営時は翌日に控えた犬吠峠越え行軍に備え、参加者全員が「濡れた軍服・下着・靴下・軍靴を干して囲炉裏の火で乾かすこと」と「かんじき・藁の雪沓・服装などの損傷の有無の点検」を自主的に励行したり、装備や服装に損傷があるときは新品を購入するなどした。

斉藤（さいとう）伍長
演 - 前田吟
歩測担当。青森第五連隊の長谷部善次郎一等卒の兄。
過去に徳島大尉の部下として、岩木山雪中行軍に参加した経験がある。弟・善次郎が幼い頃に宮城県の栗原郡築館町（現在の栗原市）へ養子に出されたことから、雪の怖さを知らないこと、五連隊の雪中行軍参加者が地元の青森ではなく、積雪量の少ない岩手・宮城の出身者で構成されていることから、八甲田山で遭難する危険性が高いと考えて、行軍本番前に青森にいる叔母へ、弟に八甲田雪中行軍に参加しないように伝言している。
行軍本番では歩測調査により、小休止場所・宿営地までの歩数を記録した。
中里から三本木への行軍中に、普段は切れることのない雑嚢の紐が切れ、このことで弟の死を確信した。後に、八甲田山で弟の凍死体を発見し、直接会って雪の怖さを伝えられなかったことを後悔し、徳島大尉に弟を背負って帰りたいと懇願するも、隊の安全を優先する徳島大尉に後日救助隊が収容に来ると諭され、その場に遺体を残して行軍を続けた。

松尾（まつお）伍長
演 - 早田文次
元山峠から銀山への行軍中、凍結していた下り坂で転倒し足を捻挫した。このため中里への宿営時は自分たちで掘った雪壕ではなく現地の民家へ泊まり、八甲田手前の三本木にて行軍隊より外され汽車（現在の青い森鉄道線と奥羽本線）で弘前へ帰営する。

川瀬（かわせ）伍長
演 - 吉村道夫
銀山から宇樽部への行軍中に捻挫した松尾伍長の背嚢などを持つと共に、自力歩行困難となってきた松尾伍長を背負うよう徳島大尉から命じられた。

佐藤（さとう）一等卒
演 - 樋浦勉
小山二等卒と共に行軍実施前の宿営地交渉と経路事前調査を年末年始の休暇返上で担当。佐藤一等卒は『「銀山の民宿経営者が三十一連隊の宿営を二つ返事で引き受けてくれた」旨と「銀山から宇樽部までは18 km。現地の積雪は約2 mあり、風はその日次第で今は何とも言えない」との情報を地元住民より得た』旨を徳島大尉へ報告する。三十一連隊への入営前に銀山で働いていた経験を活かし、行軍本番では銀山から宇樽部までの案内人を務めた。銀山で小休止中は「夏場に訪れた十和田湖の秀麗な湖面」を思い出していた。

加賀（かが）二等卒
演 - 久保田欣也
喇叭手。行軍では「気温が低く猛吹雪となっている八甲田山中でも喇叭の音色を遠くまで響かせられるか否かを試す」旨の宿題を徳島大尉より与えられた。宇樽部にて宿営中は喇叭を磨きながら「五連隊（神田隊）がもし今日1月23日に出発していたら猛吹雪に遭い、えらいことになっているのでは？」という会話を斉藤伍長、西海記者と交わした。この予感は的中しており、神田隊は田茂木野以降で猛吹雪に見舞われていた。
一行が犬吠峠を越えて中里の集落に入ると、徳島大尉の指示により先頭に立ち、喇叭を吹奏する。

小山（こやま）二等卒
演 - 広瀬昌助
佐藤一等卒と共に行軍実施前の宿営地交渉と経路の事前調査を担当。増沢出身という地の利を活かし、行軍本番では三本木から増沢までの案内人を務めた（増沢への宿営時は参加隊員で唯一「実家での宿泊」を許可された）。

徳島の従卒
演 - 渡会洋幸
佐藤一等卒・小山二等卒と共に「行軍本番前の経路事前調査と宿営地・案内人・消耗品・食糧調達交渉」を担当した。

曹長
演 - 原敬司

見習士官
演 - 北村博之、塚田一彦、広尾博、佐藤健二郎

#### 弘前歩兵第三十一連隊
児島（こじま）大佐
演 - 丹波哲郎
連隊長。弘前にある第四旅団司令部で行われた「日露戦争に備えての雪中行軍作戦会議」の終了後に、五連隊長の津村中佐へ「八甲田山の雪中行軍で（三十一連隊と五連隊の）両隊をすれ違う形にしよう」と提案し、これが実施されることになった。
神田隊（五連隊）が消息を絶ったことが判明すると、徳島隊（三十一連隊）に雪中行軍の中止を命じようとしたが、徳島大尉への伝達手段がなかったことで徳島隊は神田隊が遭難していることを知らないままに八甲田山へ突入している。
モデルは児玉大佐。

門間（もんま）少佐
演 - 藤岡琢也
第一大隊長。徳島大尉の上官にあたり、児島大佐と共に三十一連隊雪中行軍経路とその参加人数の説明を受けている。行軍の参加人数が27名（従軍記者、案内人を除く）と少数であることに疑問を持つが、徳島大尉から「雪中行軍が研究に主眼を置いたもので、いざというとき、(徴兵された兵卒ではなく、志願兵の士官であれば)国民や遺される家族に申し訳が立つ」という説明を受けている。
1月25日に徳島隊の宿営地である三本木に電話で「予定では神田隊が三本木に着いているはず」と宿の主人に伝言をしている。
神田隊が八甲田山で消息を絶ったことが判明すると、児島大佐に徳島隊の八甲田突入の中止を上申。連隊長の中止命令を受けるが、徳島大尉への命令伝達手段がなく、手を拱（こまね）いてしまった。

### 弘前第八師団
友田（ともだ）少将
演 - 島田正吾
第四旅団長。
雪中行軍作戦会議において、弘前の徳島大尉と青森の神田大尉をそれぞれの指揮官に指名。八甲田を雪中行軍可能な山岳として手頃な場所であるとして、行軍の成功を期待していた。
神田隊が消息を絶ったことが判明した後、八甲田突入前であった徳島隊が突入中止になったか否か参謀長の中林大佐に尋ねるが、連絡手段がなく徳島隊が八甲田へ突入していると聞き、徳島隊の安否を気遣った。
モデルは友安治延少将。

中林（なかばやし）大佐
演 - 大滝秀治
第八師団参謀長。「日露戦争に備えての寒地教育訓練確立」を目的として、青森第五連隊と弘前第三十一連隊への「八甲田雪中行軍」を友田少将と共に提案した。ただし、雪中行軍自体は各連隊に計画策定から編成までを委ねる方針とした。雪中行軍自体は日清戦争により遼東半島で多数の兵士が凍傷にかかり、作戦行動に支障をきたしたことから、より極寒地で戦闘することになるであろうロシア軍対策として寒冷地訓練体制の充実が必要であったことから立案されている。そのため、雪中行軍ではありとあらゆる可能性と方法を研究せよと説明している。また今回の雪中行軍は「陸奥湾と津軽海峡がロシア軍により封鎖され、青森と八戸・弘前を結ぶ沿岸交通路が（艦砲射撃などの被害を受けて）万一断たれた場合、内陸部の八甲田がそれらを結ぶ唯一の経路となる。しかし積雪量の多い八甲田が冬期間物資輸送路として設定可能か否か当時は未知数だったので、五連隊と三十一連隊が小隊・中隊いずれかの編成を各自で組み、各隊に合った方法で冬期間の八甲田を踏破して（冬でも八甲田を）物資輸送経路にできるか否か試す」意味もあり、それについても作戦会議で説明。「雪や寒さとは一体何かを（冬の八甲田踏破を通じて）研究し、青森五連隊は五連隊らしく・弘前三十一連隊は三十一連隊らしく、この八甲田雪中行軍は必ず成功させるべし」と強調した。
三十一連隊から行軍計画書の提出を受けた際は「一切は徳島大尉の責任として、上官は余計な口出しをしない」ことを連隊に約束させ、門間少佐と児島大佐に環境を整えるよう上申を行った。
神田隊（五連隊）の消息不明が判明後、第八師団長も五連隊の雪中行軍隊遭難を憂慮していたことから、所属連隊に限らず第四旅団麾下の工兵、通信隊にいたるまで出動命令を出したほか、第八師団麾下で救助体制を採る方針を決定している。
後に、「その（12名いる生存者の）中には、今回の五連隊雪中行軍最初の目的地・田代にまで達している村山伍長がいる」として大元の行軍目的は達成され、五連隊行軍参加者210名が全滅の憂き目を免れたことに安堵していた。

### 青森歩兵第五連隊

#### 雪中行軍隊
神田（かんだ）大尉
演 - 北大路欣也
第二大隊第五中隊長。雪中行軍隊の指揮官。秋田県出身で、自宅が青森市筒井にある。
平地での雪中行軍は実施経験があったものの、山岳地帯での行軍は今回の八甲田が初だった。そのため、雪中行軍前の予備演習実施を徳島大尉から勧められ、八甲田の小峠で「小隊編成かつソリ1台」による予備演習を実施。予備演習は好天であり、成果は行軍参加者の人選、隊の編制資料として活用した。
行軍は田代に宿営する1泊2日を予定したが、悪天候などによる日程順延を想定し、田代と増沢を宿営地とする2泊3日に変更。行軍終了後は三本木から汽車（現在の青い森鉄道線）で帰営するとしていた。しかし、隊員の大半が冬山に不慣れであったことに加え、猛吹雪などの悪天候を想定した雪壕を掘っての露営や背負子を用いた荷物運搬などを予備演習では実施しておらず、行軍本番は神田隊にとって2泊3日でも強行日程であった。
行軍本番前に部下の藤村曹長、江藤伍長、伊東中尉を率いて経路の事前調査を行い、江藤伍長から紹介された田茂木野村の村長・作右衞門に「冬の八甲田の様子と行軍を成功させるために必要な装備など」についての説明を受ける。また、汽車（現在の奥羽本線）で弘前の徳島大尉の自宅を訪ねて岩木山雪中行軍の情報収集を行い、八甲田雪中行軍の参考資料とした。
津村連隊長より「先に提出された徳島隊行軍計画書が受理され、三十一連隊の雪中行軍実施許可が出された」旨の電話連絡を受けると直ちに連隊長室へ赴き、（徳島隊の行軍計画書を山田少佐ら同席の下で閲覧したのち）「青森市内より田茂木野～田代～増沢経由の一本道で三本木へ向かう」とする自隊の行軍経路を津村連隊長・山田少佐らに説明。席上・津村連隊長より「本番での行軍隊編成はどうするか」について聞かれると、「（自分としては、徳島大尉より学んだ事項を踏まえて）極力少人数の小隊編成とし・道案内人も必要と考えるが、それらの可否は小峠までの予備演習結果をみて決める」と述べた。
だが、作右衞門の説明・徳島大尉宅での勉強会で学んだ内容・予備演習の成果は雪中行軍本番に活かされず、上官の第二大隊長・山田少佐には「（『冬の八甲田は白い地獄だ』との話を地元民より聞いたため）田茂木野で事前に案内人を頼んだ」旨を報告しなかった。のちに（徳島隊の行軍計画書閲覧時に「小隊編成の三十一連隊長距離行軍は強引かつ無謀すぎるから成功するとは思えない」と皮肉り、「小峠までの予備演習結果は良好だった」旨の報告を神田大尉より受けた）山田少佐が雪中行軍の目的を「小隊編成かつ長距離の三十一連隊に勝つため」へとすり替え・「大隊を繰り出しても八甲田へ行ける」として本番直前に（自身の小隊編成要望を一方的に退けて）行軍隊編成を急きょ変更。（自身の当初計画になかった想定外事項として）山田少佐率いる大隊本部が（「今後の寒地教育指導&訓練体制確立を目指すための雪中行軍研究」を目的に）「編成外」として行軍に随行することとなり、本隊は「自身率いる五中隊を主力とした・五連隊全体が参加する中隊編成」へと変わったことで、行軍本番は予備演習時とは180度異なる条件となり・参加人数が「（自身が希望した当初の小隊規模から一方的に組み替えさせられ）行軍本隊196名・随行大隊本部員14名の計210名。（食糧・燃料・炊事道具・寝袋などを積んだ）行李輸送隊ソリ8台」へと大きく膨れ上がった。本番前は毎晩遅くまで自宅で行軍隊編成計画作成に没頭。徳島大尉より速達で届いた手紙も読み「徳島隊が1月20日に弘前を出発する」旨を知った。
本番前（予備演習終了後）に「（自分宛ての手紙が兄の斎藤伍長から届いたため）青森市内の叔母の家へ行きたいので外出許可がほしい」と申し出た従卒の長谷部一等卒には、外出許可を出す際「（行軍本番前調査に同行した）藤村曹長・江藤伍長・伊東中尉を中隊長室へ呼ぶ」よう言い、徳島隊出発前日に「本番での行軍隊編成最終決定版」を（藤村曹長・江藤伍長・伊東中尉に）説明した。席上「五連隊全体が行軍に参加する中隊編成は良いと思う。だが大隊本部随行は編成外の参加とはいえ、『中隊指揮権を持つ中隊長殿の上に・もう一つ上部機関がくっつく』ことになるから、船頭多くして船山に登る（神田中隊長殿・山田大隊長殿相互間で指揮権奪い合いが起きて命令系統が曖昧になる）事態を招きそうで不安だ」との訴えが藤村曹長らより出たが、徳島隊出発日が迫り自隊も本番まで時間がなかったことから「自隊の出発が遅れれば、事前に決めた『徳島隊と八甲田ですれ違う』約束を守れなくなる」と焦りの色を濃くし、山田少佐の言いなりになる形で「大隊長殿には大隊長殿のお考え（『小隊編成かつ長距離の徳島隊に勝ちたい』との強い思い）もあるようだ」として部下からの声を一切聞き入れず、「自身率いる五中隊が根幹の主力という柱を維持しつつ、たとえ2個や1個小隊になったとしても行軍に最適となる参加者人選を急ぐ」よう藤村曹長らへ一方的に（トップダウンで）命じた。このため部下は「本番で指揮系統が乱れる（指揮官が事実上2名となり、山田大隊長殿・神田中隊長殿どちらの命令に従えば良いのか迷ってしまう）不安」と「自分たちの意見・要望が上司に受け入れてもらえない不満」がくすぶった（解消されない）まま、「不完全燃焼」・「（余裕のない準備期間からくる）事前準備不足」・「（結果として冬山の知識に乏しく、雪を軽視する隊員が大半を占めてしまう）急ごしらえの参加者選考」・「（雪中行軍するにはあまりにも多すぎる）過剰な参加人員と大荷物」状態で雪中行軍本番を迎える形となり、これが悲劇（世界最悪の大量遭難による五連隊全滅）のきっかけとなっていく。
こうして「五連隊雪中行軍計画書」は（徳島隊出発当日に）山田少佐によって津村連隊長へ提出・決裁され、雪中行軍実施許可が出された。連隊長室で行われた結団式では自身が（本隊に属する）各小隊長の名を・山田少佐が随行大隊本部員代表の名をそれぞれ読み上げ、津村連隊長より「行軍隊・随行員計210名の中から、たとえ一人といえども落伍者その他を出さぬよう万全の準備をすべし」との訓示を受ける。結団式後は「参加隊員の役割分担」・「凍傷を引き起こさないための注意事項（服装や携行品など）」の説明を部下（各小隊長と見習士官）に行った。
出発前夜は妻・はつ子に「携帯懐炉を余分に5・6日分用意する」よう要請。従卒の長谷部一等卒も（外出許可を得て叔母の家へ行ったものの兄・斎藤伍長とは会えなかったため、兄からの『雪中行軍に参加すべきでない』伝言を叔母より受け取ったのみで、その後やむを得ず足を運んだ）自身の家（神田大尉宅）で風呂を沸かす手伝いをしつつ・出発前夜まで行軍本番前準備をし、自身には「小峠（までの予備演習）はまるで雪の中の遠足だったから、雪中行軍なんて（本番も）大したことない。本番は八甲田で三十一連隊とすれ違う旨の噂を聞いたので、自分が行軍に出れば久々に兄（斎藤伍長）に会える」と述べて行軍参加に前向きな姿勢を示し、（「もし冬の八甲田が恐いと思うなら行軍に参加しなくても良い」と自身が言っても「兄は心配性なだけ。従卒の自分が行軍に出なければ中隊長殿に失礼になる」として）「自らの意思で行軍に参加する」旨を強調した。
雪中行軍本番当日（1月23日）、神田隊は午前6時55分に青森市内の屯営を出発したが、部下の不安は案の定的中。計画段階から大隊長の山田少佐と行軍隊編成規模・案内人雇用&大隊本部随行の是非・指揮権などを巡って対立した挙句、途中の田茂木野以降は（津村連隊長への行軍計画書提出時に「中隊指揮は一切神田大尉へ任せる」と述べ、本来は随行のみで指揮権を持たないはずの）山田少佐に全体の指揮権を奪われ、意見具申もほとんど却下。山田少佐の方針により「道案内人なしで（手元の地図と方位磁石を頼りに）猛吹雪の八甲田へ突入する」不完全燃焼状態での行軍となった。また（麓の田茂木野までとは天候が180度一変し猛吹雪となった）大峠では、永野三等軍医に「八甲田付近での天候悪化が予想されているため、行軍を中止し帰営すべき」と進言されるも（行軍続行を強力主張する）大隊本部の下士官（進藤特務曹長・今西特務曹長・田村見習士官・井上見習士官）に「天候が変わりやすい山の上は突然の吹雪が当たり前（日常茶飯事）。兵卒・下士卒と我々大隊本部員は防寒装備を十分整え保温もきちんとできているから、ここで行軍中止では雪中行軍の計画・準備が無駄になる。行軍がこれ以上続行不可能とは思えず、たとえ作戦遂行が不可能な状況に陥っても・それを可能にするのが我々の任務だ」と反対され、（自身が何も言えない不完全燃焼のまま）山田少佐に「悪天候でも予定通り田代に行く」と勝手に出発命令された。
ソリ隊は「（参加人数が大きく膨れ上がり）予備演習時とは比べ物にならない大量の重い荷物を引かされた」ため（ソリをなかなか前へ進められず・摩擦抵抗が増して大汗をかき)体力を消耗。屯営から平坦な道だった幸畑を過ぎた時点で既に本隊より遅れ始め、田茂木野以降での小休止時間が（ソリ隊到着を待つ関係で）予定より延びて「行軍全体の遅れ」と「田代到着前に日没を迎える事態」につながっていく。田茂木野を出発し小峠が近づくと・上り坂がきつくなり積雪量が倍増したことから、先頭かんじき隊による行軍経路開拓が困難となってソリの横滑りも頻発。ソリ隊は本隊より後方へ2km以上もずるずる引き離されて遅れがますます大きくなり（2時間以上にまで広がり）、1台80kg・総勢210人分の重い荷物を積んだソリ8台の牽引＆後押しを担う隊員は（重い荷物と深い雪による摩擦抵抗でソリが前へ進まず）疲労が増していった（ソリ牽引時にかいた汗はやがて激烈な寒さで凍結し、濡れた下着を貫いた冷気により凍死する隊員が続出する）。
自身は大峠に近づいた時点で「遅れているソリを放棄し、荷物は各隊員に持たせたい。重いソリをこのまま動かすと中隊の動きが遅れる」旨の意見具申を山田少佐にしたものの、「今は難中だが、積雪の状況その他で楽になる可能性もある。ソリの放棄はいよいよ駄目な場合だ」と退けられてしまう。結局日没後に平沢手前で立ち往生するまで（本隊より援護班を送りつつ）重いソリを動かす形となり、ソリ隊員とその援護隊員は多大な負担を背負う羽目になる。
小峠で小休止後は江藤伍長を先頭に立たせて「前方偵察」を命令。自身も江藤伍長の後を追いつつ（猛吹雪の中で）手元の地図と方位磁石を確認し、「（田代方面への）針路は右手である」旨を藤村曹長へ指示。賽の河原が近づくと「これより賽の河原を一気に越え、中の森・按の木森を経て馬立場を目指す」旨を部下に告げて出発命令。途中では先頭のかんじき隊を交替させると共に、ソリ隊の遅れ（もともと割り当てていた1台につき4人・8台合計32人の行李輸送隊員のみではソリを前へ進められない事態）を察知し・大峠～賽の河原～馬立場間において中橋中尉率いる小隊へ「（遅れている）後方ソリ隊の援護に付く」よう命じた。だがソリ隊の遅れは回復せず（逆にますます大きくなり）、本隊の馬立場到着後に再度「2km以上も後ろにいて大きく遅れているソリ隊の援護」へ（第1陣の中橋小隊に加え）鈴森少尉率いる小隊と下士卒30人以上を（銃・背嚢などの手荷物をこの場に置かせ身軽にさせたうえで）ソリ援護班第2陣として追加派遣。同時に藤村曹長ら15名の隊員を（宿営を手配させるための）先遣隊として田代に向かわせたが、先発隊は猛吹雪と暗闇で道に迷い田代へたどり着けず、結局（伊東中尉と高橋伍長が援護していた）ソリ隊の最後尾へ合流。ソリ隊は（自身率いる中隊到着から）1時間後に馬立場へ着き本隊と合流できたものの、その先は（先頭かんじき隊がバラバラになって機能不全に陥り行軍経路開拓が困難となったため）途中の平沢手前で立ち往生してしまい、以降はソリを棄てて荷物を各隊員が持つ方針へ変更。「藤村曹長率いる先発隊からの田代到着連絡がまだない」ことを野口見習士官より知らされた山田少佐の命令で・自身が将校偵察として田代へ斥候しても先へ進めず（ソリ隊の大幅遅れで田代到着前に日没を迎え、山田少佐率いる本隊と大隊本部は先頭の自身に追いつけず立ち往生し）、ついに平沢で（想定外の行動となる）雪濠を掘っての途中露営を余儀なくされた。だが、山田少佐が「翌朝までに全員が凍傷で立ち往生する事態」を危惧し、「今すぐ帰営は万やむを得ない場合の話で、夜明けを待って出発すべき」とする自身の反対を押し切って・夜明けを待たず深夜のうちに「帰営のため出発命令」したのをきっかけに、一行は（「睡眠不足と空腹」にあえいだまま）真っ暗な鳴沢付近で道に迷い（方向感覚を失う「リングワンダリング」状態に陥り）丸3日延々と彷徨った末、隊員は激烈な寒さ・極度の睡眠不足・空腹・疲労蓄積により雪上へ次々と倒れていく。山田少佐と進藤特務曹長の「帰営予定を変更し、『田代への道を知っている』と言った進藤特務曹長の案内で田代へ向かう。20km先の屯営へ帰るよりも、わずか2km先にある田代への道が見つかったことを告げたほうが必ず兵も元気を出して歩く」との妄言に翻弄され（自身が「地図上での判断では」と制止を試みるも失敗し、両人の主張に押し切られ）たため、一行が本来の針路を大きく外れて（擂り鉢状で脱出困難な）駒込川本流の谷底へ迷い込むと・直ちに地図で自隊の推定現在位置を確認し、「田代行きを名実ともに諦め、駒込川支流に沿って西へ進み馬立場へ向かう」方針へ転換。支流が行き止まりになると「中隊はこれより、この斜面を登る。進め」と命令を発したのち・崖を登る方法で谷底からの脱出を試みたが、その際半数以上の部下が滑落死してしまい・その一方で崖を登りきった隊員は猛吹雪と地吹雪の直撃を受け、落伍（遭難死）する隊員の急増を招いてしまう（猛吹雪の中、雪氷に覆われ滑りやすい急斜面を登りきって駒込川から脱出するのに精いっぱいで部下・仲間を助ける余裕は一切なかったため、滑落した隊員は崖下への置き去りを余儀なくされた。さらにスコップを持った隊員までもが滑落死したため・鳴沢第二露営地以降では雪濠を掘れず、立ったまま吹きさらし状態での露営を余儀なくされたうえ、凍傷で指先が利かなかったため・ズボンのボタンを自分で外せずそのまま垂れ流した大小便を凍結させたり、防寒装備を損傷させ酷寒冷気の直撃を受けたのが原因で雪上へ倒れる隊員が続出したこと。加えて低体温症による幻聴・幻覚に襲われたことで意味不明の言動・発狂をする隊員も相次いだため、崖登り後も激烈な寒さで落伍する部下が急増した）。立ったまま吹きさらしで一夜を明かした鳴沢第二露営地では・意識が朦朧としていた長谷部一等卒を叩き起こすと共に、他の部下も意識が朦朧とし同僚・先輩隊員に叩き起こされる様を目の当たりにして焦りの色を濃くし、「このままじっとしていて時間が経てば、ますます多くの隊員を失う。歩いているほうが被害が少ないので、すぐ出発させてほしい。夕べは夜明けまで出発を待つべきだったが、今の状況は違う」旨を山田少佐へ具申したが、「昨夜は夜中に雪濠を出たのが間違いだった。闇夜での帰路発見は極めて可能性が少ない。明日になれば暴風雪も少しは収まるだろうから、出発は明るくなるまで待つべし」と山田少佐と倉田大尉に慰留されている。鳴沢の高地では（明るくなっても天候が回復しなかったことに失望して）「天は我々を見放した。こうなったら露営地（昨日露営した平沢の雪濠）に引き返し、先に死んで逝った者と一緒に全員が死のうではないか」と絶望の叫びを上げ、ここでも長谷部一等卒ら部下が次々と雪上へ倒れ力尽きていった。中の森第三露営地では猛吹雪の中・生き残った隊員が（いかなる場合でも生きて帰営させ大量遭難を招いた責任を取らせるべく）山田少佐を囲む形で立ったまま身を寄せ合い、翌朝は自身が出発命令を出さなくても一行が田茂木野へ向け自主的に出発していった（だがこの間にも多くの隊員が激烈な寒さに耐えかねて次々と力尽きている）。
これら無理な移動の結果、山田少佐の我田引水による朝令暮改的な不適切命令が重なり・かつ防寒装備も損傷させ低体温症になった部下が続出したことで、隊は（指揮命令系統の一本化と参加隊員の意思統一が最後まで一度もできず、不完全燃焼も最後まで改善できないまま）馬立場から田代への道中（屯営から23km進んだ場所）で遭難し、部下が（極度の疲労・睡眠不足・空腹のため猛吹雪と激烈な寒さに耐えかね）次々と落伍。（案内人を付けなかったことが仇となって）道に迷っただけでなく・屯営へも自力で帰れなくなり、最終的に199名の隊員が犠牲となる「史上&世界最悪の大量遭難」を招いてしまった。指揮権を奪われたとはいえ行軍の指揮官であったことから、遭難の責任を取るため、賽の河原で（「斥候となって田茂木野へ先行したのち、地元住民を雇って引き返し雪中行軍隊の救助にあたる」よう命じて）江藤伍長を田茂木野へ行かせた直後、舌を噛み切り自決。雪の八甲田で徳島大尉と再会する約束は果たせず幻に終わり、徳島大尉は神田大尉の変わり果てた姿を田茂木野の遺体安置所で目のあたりにする形となった。
モデルは神成文吉大尉。

伊東（いとう）中尉
演 - 東野英心
第五中隊第一小隊長。藤村曹長・江藤伍長と共に神田大尉の行軍本番前調査に同行し、田茂木野村の村長・作右衛門より八甲田の様子などについて説明を受けた。
雪中行軍隊の結団式後は先輩の藤村曹長・江藤伍長と共に、（上部組織である）大隊本部が随行することで指揮系統が乱れることの不安を抱いた。本番で不安は的中し、行軍に随行するだけのはずであった大隊の山田少佐が行軍隊に「出発用意」を命令したことに違和感を抱き、神田大尉に「随行の大隊本部が命令（本来指揮権を持たない山田大隊長殿が神田中隊長殿の指揮に干渉）とはどういうことか?」と確認したりした。
行軍本番中は神田大尉の副官の立ち位置で、指示の復唱により隊員へ指示を行き届かせた。気象観測担当も兼務したが、実際に気象観測をしたのは予備演習時のみで、本番では遅れていたソリ隊援護が主体の任務となった。往路・大峠で小休止し馬立場への出発直前には、山田少佐が勝手に出発命令したことで「やりにくいことになった。進軍はいいが、大隊長殿がああだと（中隊長・神田大尉殿より指揮権を奪って我田引水したら）この先どうなるのか」と藤村曹長に不安を訴えた（藤村曹長は「神田大尉殿は進軍の腹として、大隊長殿を立てながらも雪中行軍を必ず成功させる」と返答）。
往路・馬立場で小休止しソリ隊到着を待っていた時に日没を迎え「藤村曹長率いる先発隊からの田代到着連絡がまだない」ことを（野口見習士官からの報告で）知ると、小野中尉と共に「進路偵察・将校斥候の強力な先導部隊を出せば藤村曹長らと合流できるだろう」と神田大尉に提案。「まさかの（遅れているソリ隊援護という予定外の）行動で下士卒は疲れているから、一刻も早く田代に着けるようにしてほしい」と懇願もした。その後は鈴森少尉・高橋伍長らと共に田代へ向けて「本隊より大幅に遅れていたソリ隊の援護」を担い、（「大隊本部にソリの放棄を進言する。後尾を見てくる」と言ったあと高橋伍長に呼ばれ）その最後尾で藤村曹長率いる先発隊を発見。「暗くなって道に迷い、風の乱れで方向が全く分からず、どうしても田代への道を見つけられない」旨の返答・報告を藤村曹長より受けた。
平沢第一露営地の雪濠では、「大隊本部（山田少佐殿）のやり方には疑問を感じる。指揮権が神田大尉殿に戻ってほしい」と小野中尉に不満を漏らした。
復路・馬立場からの出発時には「生き残った隊員の中で最も元気そう」との理由から、倉田大尉より「（大量遭難を招いた責任を取らせるべく・山田大隊長殿をいかなる場合でも必ず生きて帰営させるため）隊列の最後尾に付く」よう命ぜられた。
復路・神田大尉麾下で大峠方面へ向かう集団と、倉田大尉麾下で駒込川方面を向かう集団を賽の河原で二分した際には倉田大尉の側に付き、山田少佐を含めた3名で駒込川方面を目指した。後、倉田大尉、山田少佐と共に救助隊に発見され救出された。
モデルは生存者の一人である伊藤格明中尉。

中橋（なかはし）中尉
演 - 金尾哲夫
第六中隊第二小隊長。田茂木野から小峠への往路において神田大尉より「先頭かんじき隊は交替。中橋小隊は後方ソリ隊の援護に付け」と命ぜられ、ソリ援護班第1陣として遅れがちだったソリ隊の援護にあたる。しかしソリ隊の遅れは回復せず、馬立場への本隊到着後も神田大尉の指示で（追加第2陣の鈴森少尉らと共に）「（2km以上も後方へ引き離された）ソリ隊援護」へ再度派遣されている。

小野（おの）中尉
演 - 古川義範
第七中隊第三小隊長。馬立場で小休止時には「進路偵察・将校斥候の強力な先導部隊を出せば、田代から藤村曹長を出して伝令に途中で会えるかもしれない」と神田大尉に提案。やがて「日没のため平沢で雪濠を掘り途中露営」へ切り替わると、（平沢第一露営地に掘られた雪壕の中で）「指揮権を山田少佐殿に奪われても、神田大尉殿はこの雪中行軍を必ず成功させる」と隊を鼓舞する。しかし、駒込川の峡谷から崖を登って脱出した後、卒倒し凍死した。
モデルは水野忠宜中尉。

鈴森（すずもり）少尉
演 - 荒木貞一
第八中隊第四小隊長。田代到着後は温かい酒と温泉にありつけることを励みに行軍するが、悪天候により予定通り到着できず、隊の士気の低下と過労を招いた。馬立場到着後に神田大尉より「荷物をこの場に置き、下士卒を率いて遅れているソリ隊を援護する」よう命ぜられている。

中村（なかむら）中尉
演 - 芹沢洋三
第一大隊および第三大隊選抜特別第五小隊長。中村の率いる小隊は五連隊で唯一「ソリ牽引（行李輸送）の担当外」とされていたが、行軍本番では神田大尉の命令により「深い雪に阻まれて遅れがちだったソリの援護」に駆り出される。

野口（のぐち）見習士官
演 - 山西道広
中隊本部所属。行軍本番では出発前点呼を担当。小休止場所や宿営地からの出発前に体調不良者・負傷者・行方不明者などがいないかの確認を各小隊長にさせ、「異常なし」との報告を各小隊長より受けると「行軍隊・随行員全員の出発用意が整った」旨を神田大尉へ報告する。
往路・馬立場にて小休止しソリ隊と合流後、山田少佐より「（藤村曹長率いる）設営隊からの（田代到着）連絡はまだないのか?」と聞かれると「まだのようだ」と返答した（これを受け山田少佐は、当日中に田代へ着くべく「神田大尉を将校偵察として田代へ斥候させ、本隊指揮を自ら代行する」方針を決定）。
復路・馬立場での出発前点呼後は神田大尉に付いて行動するが、賽の河原で猛吹雪に見舞われて藤村曹長らと共に凍死した。

藤村（ふじむら）曹長
演 - 蔵一彦
伊東中尉・江藤伍長・神田大尉と共に行軍本番前調査に同行し、江藤伍長より紹介された田茂木野村の村長・作右衞門より冬の八甲田の様子についての説明を受ける。
結団式後は神田大尉が（行軍本番での）注意事項を説明している横で、江藤伍長らと共に行軍用品注文の電話応対に追われていた。
予備演習では神田大尉の副官の立ち位置で、指示の復唱などを行った（行軍本番での伊東中尉）。
雪中行軍隊の結団式後は、伊東中尉・江藤伍長と共に「編成外となる大隊本部の随行（中隊の指揮権を持つ中隊長・神田大尉の上にもう一つ上部機関がくっつくこと）で指揮系統が乱れるのでは」と神田大尉に不安を訴えた。だがその訴えは山田少佐の意向により退けられ、「大隊本部が随行する総勢210名の大所帯編成」が決定し（自分たちの意見が上司に退けられ）不完全燃焼のまま行軍本番を迎えてしまう。
雪中行軍本番では往路・小峠～大峠間で「田代方面への針路は右手である」旨の指示を神田大尉より受けた。大峠での小休止時は「神田大尉殿は山田少佐殿を立てつつも必ず行軍を成功させる」ことを信じ、馬立場への出発直前に「大隊長殿の我田引水はちょっと気になるが、『進軍の腹』である中隊長殿は人のできたお方なので、この雪中行軍を必ず成功させるご決心のようだ」と（「大隊長殿の我田引水でやりにくいことになった。我々はこの先どうなるのか」と不安がる）伊東中尉に話した。
往路・馬立場での小休止時は（神田大尉が鈴森少尉率いる小隊と下士卒を「ソリ隊援護要員」として追加派遣し、遅れているソリ隊到着を待つ中）「宿営手配のための先遣隊として、田代へ先着した旨を喇叭吹奏にて本隊へ知らせる」よう神田大尉より指示を受け、（「天候悪化により喇叭では連絡不可能の場合、直ちに伝令を本隊へ帰らせる」と返答したのち）喇叭手含む14名の部下を引き連れて田代へ先発する。途中で暴風雪の兆しを察知すると「頭巾をかぶれ!。急げ!、嵐が来る!」と部下に指示したが、先遣隊一行は猛吹雪と日没で道に迷ったため・目的地の田代を見つけられず（方向感覚を失う「リングワンダリング」状態に陥り）、最後は偶然にも（将校偵察に出ていた神田大尉の後に続き、伊東中尉と高橋伍長が援護していた）ソリ隊の最後尾へ合流。ソリの後押しをしていた伊東中尉に「暗くなって道に迷い、風の乱れで方向が全くつかめず、どうしても田代への道がわからない」旨を報告した。
復路・田茂木野に向けて馬立場を出発後は神田大尉（大峠方面）に付き、賽の河原手前で一瞬の晴れ間から青森湾を視認した。最期は（田茂木野へ向かう途中）賽の河原で猛吹雪に呑み込まれ凍死する。
モデルは藤本左近曹長。

谷川（たにかわ）曹長
演 - 森川利一
第五小隊所属。行李輸送隊（ソリ隊）としてソリを引く。大峠での小休止後に山田少佐が「各小隊ごとに出発用意」を下命したことに驚いていた。

村山（むらやま）伍長
演 - 緒形拳
第五中隊第二小隊所属。雪中行軍の結団式後に江藤伍長に会い、行軍本番での携帯食料の保温材として古新聞や風呂敷を酒保（売店）で購入したことを伝えた。
馬立場では夏に八甲田を訪れたときに赤いツツジが咲いていたことを思い出していた。平沢第一露営地では、雪壕で猛吹雪をかろうじてしのげる有難さを実感する。次々と隊員が落伍していく中、「俺は自分の思い通りに歩く」と言い単独行動し、青森第五連隊でただ一人目的地であった田代温泉に至った。「最後の生存者」として救助され、生還を果たしたが左腕を凍傷で失った。
エンディングでは、老齢に達した村山伍長が左腕を失って杖をついて歩く場面がある。
モデルは生存者の一人である村松文哉伍長。

高橋（たかはし）伍長
演 - 海原俊介
第一小隊所属。行軍往路では神田大尉の命令により、伊東中尉らと共に「本隊より大幅に遅れていたソリ隊の援護」を担当。ソリ隊最後尾でソリを後押ししているときに、道に迷っていた藤村曹長の先遣隊を発見している。
行軍復路で田茂木野方面の斥候として申し出て、「北西方面高地の偵察」を神田大尉に命ぜられ、「先遣隊が馬立場へ至り、仲間の隊員が引き続き田茂木野方面へ進出中」である旨を神田大尉と倉田大尉に報告する。この時、自分以外の田茂木野方面（駒込川方向）を偵察していた渡辺伍長率いる先発隊4名は賽の河原付近で凍死し、最期は自身も藤村曹長らと共に賽の河原で力尽き、凍死した。
モデルは高橋他一伍長。

渡辺（わたなべ）伍長
演 - 堀礼文
第二小隊所属。行軍往路では「田代に着いたら酒と温泉にありつける」ことを平山一等卒らと共に期待していた。
復路では田茂木野方面の斥候を申し出て、「駒込川方面の偵察」を神田大尉より命ぜられるが、偵察中に凍死した。
モデルは渡辺幸之助軍曹。

江藤（えとう）伍長
演 - 新克利
中隊指揮班所属。雪中行軍の事前調査で、神田大尉を田茂木野村の村長である作右衛門と引き合わせた。
雪中行軍隊の結団式では伊東中尉・藤村曹長と共に（上部組織である）大隊本部が随行することで指揮系統が乱れることの不安を抱いた。
小峠で小休止中は、食糧を凍らせてしまった隊員に自身の食糧を分け与えた。
往路では大峠から賽の河原への行軍中は前方偵察として先頭に立った。復路では、鳴沢で息を引き取った長谷部一等卒を看取った。帰営中、賽の河原で神田大尉から「先に田茂木野へ行き、地元住民を雇って雪中行軍隊の救助にあたる」ように命ぜられ、一人で田茂木野を目指した。後に大峠にて猛吹雪により瀕死の状態で直立していたところを救助隊の三上少尉に発見され、救助された。このとき、五連隊雪中行軍隊遭難の第一報を伝えた。
モデルは生存者の一人である後藤房之助伍長。

平山（ひらやま）一等卒
演 - 下條アトム
行軍本番中は渡辺伍長と共に神田大尉が無事に田代へ導いてくれ、田代に着いたら温泉に入り一杯やれると期待したが、実際は（平沢第一露営地に掘った）雪壕での露営などで意気消沈していた。
駒込川の峡谷から脱出した後、尿意を催した時には、既に手先が凍傷にかかっていたため、村山伍長に手伝ってもらった。村山伍長が隊列から離れ、一人で田代へ向かって歩き始めた時に付き添ったが、途中で凍死した。
モデルは古館要吉一等卒。

長谷部 善次郎（はせべ ぜんじろう）一等卒
演 - 佐久間宏則
神田大尉の従卒で、徳島隊の斉藤伍長の弟。幼少時代に宮城県栗原郡築館町へ養子に出され、「水呑み百姓の子だくさん」という環境で育つ。雪の少ない宮城で育ったことから、雪の怖さを知らないとして「雪中行軍隊に入ることを思いとどまる」よう斉藤伍長から心配されたが、「八甲田で久々に兄（斎藤伍長）に合える」と期待し神田隊の一員として雪中行軍に参加した。
小峠までの予備演習では好天に恵まれたことから「まるで雪の中の遠足であった」と神田大尉に述べた。
行軍本番では（雪壕を掘ることができなかった）鳴沢第二露営地で、神田大尉を救出した兄（斉藤伍長）が曹長へ昇任する夢を見て寝言を言い、神田大尉に叩き起こされている。その後、鳴沢で神田大尉が「天は我々を見放した」と叫んだ直後に力尽き、凍死した。所持していた銃は江藤伍長の手で叉銃として雪上に立てられた。後に、この場を徳島隊が通過した際に、斉藤伍長はここに弟が眠っていることを確信した。

小野中尉の従卒
演 - 浜田宏昭
小野中尉の従卒で、平沢第一露営地では「指揮権を神田大尉殿に戻してほしい」と不満を漏らしていた。
ソリ隊の兵卒
演 - 大竹まこと
行李輸送隊の一員としてソリを牽引。往路・大峠で小休止中は「指揮官が山田大隊長殿・神田中隊長殿のどっちだろうが俺たちには関係ない。こっちは早く田代に着いて温泉に入り一杯やりたい」と言い、神田大尉ら上司が自分たちを田代へ導いてくれるだろうと期待していた。だが本番中は重いソリを牽引したため大汗をかき、深夜に平沢第一露営地出発の際・その汗が激烈な寒さで凍結。最期は突如叫び声を上げて雪上へ倒れ込み「最初の犠牲者」として凍死した。

#### 雪中行軍随行大隊本部
山田 正太郎（やまだ しょうたろう）少佐
演 - 三國連太郎
第二大隊長。雪中行軍の目的を履き違え「弘前三十一連隊に勝つため」にすり替えて行軍本番中に我田引水と朝令暮改を重ねて神田大尉より指揮権を奪うなど隊の指揮系統を乱し、大量遭難を招いた張本人として描かれている。
青森の五連隊屯営からは汽車と馬を乗り継いで弘前の第四旅団司令部へ赴き、津村連隊長らと共に「雪中行軍作戦会議」に出席。その後、先に提出・受理された徳島隊の雪中行軍計画書を閲覧したのち神田大尉より三十一連隊・徳島大尉の進言により「小峠まで実施した予備演習の結果は良好だった」旨の報告を受けると、弘前歩兵第三十一連隊（徳島隊）への対抗心から「大隊を繰り出しても行軍可能」と判断。本番当日悪天候に見舞われた際の対処法・行李輸送隊の負担・部下（参加隊員）の安全は一切考慮せず、行軍参加隊員の大量増員を断行する。同時に「自分が率いる大隊本部を編成外として行軍に随行させる」方針も決めて行軍計画を独断で神田大尉に相談せず勝手に当初の想定内容より書き換え、「本隊は神田大尉率いる五中隊を主力とした・五連隊全体が参加する中隊編成で、これに大隊本部が随行する行軍計画書を作成する」よう神田大尉へ命じた。長谷部一等卒の「雪の中の遠足」にみられるように、予備演習の条件が「小峠止まりでソリは1台のみ」と甘かったことで演習当日好天に恵まれたことも相まって雪山の危険性を軽視する隊員が続出。予備演習時とは180度異なる条件（「大隊本部が随行する総勢210名の大所帯編成」・「悪天候」）となった本番は死の猛吹雪&酷寒地獄のため自力で帰営できなくなり、捜索隊が救出後に死亡した隊員と・大量遭難の責任を取って自決した神田大尉を含む199名の隊員が犠牲になった。
連隊長の津村中佐へ行軍計画書を提出した際は「大隊本部の随行はあくまで『雪中行軍の研究をつぶさに行い、今後の寒地教育指導体制確立を目指すため』にするもので、行軍隊とは無関係の編成外組織である。よって中隊の指揮は一切神田大尉に任せる」としていたが、本番ではこれを自ら破る。小休止した田茂木野で「戦をする者がいちいち案内人など頼んでいられるか。我々は地図と方位磁石を持っているから案内は要らない」と作右衞門らを怒鳴りつけ案内人雇用を神田大尉に相談せず独断で却下。見かねて駆け寄った神田大尉の前でも「案内料が欲しいために『案内人なしでは田代まで無理だ』と言っている者がいる。馬鹿な奴だ」と言い放ち、本来は神田大尉が行うべき出発命令を勝手に出すなどして指揮権を奪った。
猛吹雪に見舞われた大峠での小休止中には行軍を続けるか否かを巡る対立が起きたが、自身は猛吹雪でも予定通り田代へ向かう方針を選び、神田大尉に相談なくまたしても勝手に独断で出発命令を出した。案の定、往路・大峠から賽の河原を越え馬立場へ行軍中に早速ソリ隊の遅れが発生。神田大尉が中橋中尉および鈴森少尉率いる小隊&下士卒を「ソリ後押し援護要員」として派遣しても、深い雪・上り坂・重い荷物による摩擦抵抗と横滑りを克服できずソリが前に進まないため本隊との距離・時間差はなかなか縮められず、逆にますます後方へ引き離された。これは自身が神田大尉へ一方的に計画変更を命じ部隊が神田大尉が希望した小隊編成から膨れ上がり大人数となったことで、予備演習時とは比べ物にならない大荷物を引かされたために起きた事態であった。この時、神田大尉の「遅れているソリを放棄して、各隊員に荷物を持たせるようにしたい」という具申を「今は難中だが、積雪の状況その他で楽になる可能性もある。ソリの放棄はいよいよ駄目な場合だ」と言い独断で却下。ソリ隊は汗だくになりつつ本隊から2km以上も後方へ大きく引き離され、2時間以上も遅れた。最終的に平沢第一露営地手前でソリ隊が立ち往生したのを受けると「いよいよ駄目な場合」に該当するとして判断を変更。結局は神田大尉の具申した通り、ソリは棄て荷物を各隊員に分散させて持たせることになる。
馬立場到着後、神田大尉が藤村曹長ら15名を先遣隊として田代に向かわせたが、本隊はソリ隊到着を待っていた関係で猛吹雪の中で長時間待つことを余儀なくされた。その後ソリ隊との合流こそできたものの・日が既に傾き、藤村曹長率いる先発隊からの田代到着連絡がまだない旨を野口見習士官より知らされると業を煮やし、当日中に田代へ着くべく神田大尉を将校偵察として田代へ斥候させ、ついに本隊の指揮を名実ともに代行。帰営よりも頑なに田代行きを優先した。だが自身が率いる本隊と大隊本部は先頭の神田大尉に追いつけず、これが途中の平沢で雪濠を掘って露営の判断を下すきっかけとなる。
露営中に凍傷による隊員の立ち往生と翌日予想される悪天候を危惧すると、深夜に突如神田大尉を呼び、180度変わって帰営を決断。夜明け前の出発は危険とする神田大尉の意見具申を退け、暴風雪が止んだわずかな晴れ間を夜明けと勘違いし周囲が真っ暗な深夜にもかかわらず隊を出発させた。これが大量遭難本格化のきっかけとなり、出発前点呼中にソリ隊兵卒が汗の凍結により凍死したのを皮切りに隊員は鳴沢付近を丸3日延々と彷徨った末、寒さ・疲労・睡眠不足・空腹により次々と雪上に倒れ凍死していった。
深夜の帰営途中・進藤特務曹長が突如「田代への道を知っている」と言い出すと、「20km先の屯営へ帰るよりも・わずか2km先にある田代への道が見つかったことを告げたほうが必ず兵も元気を出して歩くから、進藤特務曹長の案内により予定を変更して田代へ向かう」と「進藤特務曹長自身の思い込みで、地図上での判断ではないか?」という神田大尉の疑問・制止を押し切ってまたしても180度方向転換。だが隊は真っ暗な林の中を進んだため既に方向感覚を失って鳴沢の峡谷へ迷い込んでおり、進藤特務曹長が案内した先は、本来の針路から大きく外れた擂り鉢状で脱出困難な駒込川本流の谷底だった。もと来た道は吹雪にかき消され、一行は罠に捕まったような状態に陥ったため・神田大尉と倉田大尉が田代行きを名実ともに諦め、駒込川支流に沿って西へ進み、馬立場へ出て帰営する方針へ転換。駒込川支流が行き止まりになると山田少佐は神田大尉と倉田大尉に促され、やむを得ず崖を登って馬立場へ出ることを決意。極寒と猛吹雪の中2時間以上にも及んだ崖登りで半数以上の隊員が滑落死し、落伍する隊員がここから急増。崖を登りきって鳴沢の高地に出た隊員は猛吹雪の直撃を受けた。大半の隊員は凍傷のため指先が利かなかったうえ、防寒装備も損傷させたため酷寒冷気の直撃を受け、用を足したくてもズボンのボタンを自分で外せないためそのまま垂れ流した大小便の凍結が原因で雪上へ倒れる隊員も続出。やがて隊員に低体温症による幻聴・幻覚が襲いかかり、雪中で矛盾脱衣や意味不明の言動をするなど発狂する者も現れた。これら無理な移動により、次の鳴沢第二露営地と中の森第三露営地に着く頃にはシャベルを持つ隊員が駒込川からの崖登りで落伍してしまい、露営に必須である雪壕が用意できなくなってしまう。吹きさらし状態で立ったまま一夜を明かすことを余儀なくされた鳴沢第二露営地では「このままじっとしていれば、ますます多くの隊員を失う」としてすぐ出発することを神田大尉に具申されたが、今度は「出発は明るくなるまで待て。昨夜は夜中に雪壕を出たのが間違いだった」として、自分の非を認めつつも意見を退けている（ただし以降は能力不足を自覚したのか、神田大尉にも比較的柔和に接するようになる）。鳴沢第二露営地と中の森第三露営地では将校が内側に・下士卒が外側にそれぞれ立って、大量遭難のきっかけを作った張本人としての責任所在を明確にさせるべく・いかなる場合でも生きて帰営させるため山田少佐を囲む形で露営したが、ここでも多くの隊員が激烈な寒さに耐えかねて外側に立っていた下士卒から次々と倒れていき・ここまでに総員の三分の一が既に死亡。生き残った隊員は馬立場出発時で半分以下の67人にまで・中の森第三露営地で30人にまでそれぞれ減り、生存隊員も凍傷がひどくなって自力歩行困難となる者が増えていった。
復路の鳴沢から馬立場へ向かう途中で歩行さえままならない程の人事不省となり、指揮権を神田大尉へ戻す。自身は他の隊員に支えられながら行軍することとなり、足手まといの山田少佐に付かされて体力を消耗した隊員が何人も落伍する。賽の河原手前で一瞬の晴れ間から青森湾が見え、伊東中尉から「我々五連隊は雪の中を彷徨っていたのではない。間違いなく田茂木野へ向かっているのであります」と言われると活気を取り戻し、神田大尉と共に「前進！」と発した。この後、大峠方面へ向かう神田大尉らと分離し、倉田大尉、伊東中尉らと共に駒込川方面を進み、救助隊によって救助された。
帰営時は救助隊のソリに乗せられて田茂木野へたどり着き、迎えにきた第五連隊長の津村中佐に「大量遭難の全責任は自分にある」と土下座で謝罪した。また、徳島隊が負傷のため三本木より中途帰営させた松尾伍長を除き全員無事に雪中行軍を終えて帰営中であることを津村連隊長からの返答・報告で知った。これに対して青森第五連隊が徳島隊に勝ちたいがためのずさんな計画によって多くの遭難者を出したこと、ことごとく退けた神田大尉の意見が正しかったことを痛感し、自身の我田引水で多数の部下が犠牲となった己の愚かさを深く反省する。最期は自責の念から、搬送された青森市内の病院で拳銃自決を遂げた。
モデルは山口鋠少佐。

倉田（くらた）大尉
演 - 加山雄三
当初は八甲田雪中行軍に参加予定がなかったが、山田少佐の命令による随行隊に付くこととなった。
行軍本番中、往路では発言を控えていたが、進藤特務曹長の「田代は向こうにある」とする根拠のない妄言を信じ、我田引水と朝令暮改を重ねる山田少佐に従い駒込川の峡谷へ迷い込み、神田大尉が地図で現在地を確認した段階で（「駒込川峡谷から脱出するには馬立場へ進むしかない」と判断したのを受け）、「馬立場への進行は帰営を意味する。田代への道は見つけられるか否か分からず、その（田代行き）強行は多数の犠牲者を出すおそれがあり、そんな行軍は成功しても無意味だ」と初めて自身の口から発言。（田代行きは名実ともに諦めて）即時帰営と神田大尉の指示通り駒込川支流に沿って西へ進んで馬立場を目指し、自身と山田少佐が行軍の先頭に立つことを具申した。駒込川支流が行き止まりとなり、馬立場へ進むには崖を登らざるを得ない状況となった時は・その決断を（深夜に隊を独断で出発させたうえ、途中で進藤特務曹長の妄言を信じ一行を駒込川峡谷へ追い込んだ張本人である）山田少佐にさせ、崖登り時に起きる滑落事故などの責任を山田少佐が負うことを明確にさせた。
鳴沢で神田大尉が「天は我々を見放した」と絶望の叫びを上げ隊員が次々倒れていく様を見ると、「帰路が見つかった。ここに高地があることで露営地の位置が分かった。全員露営地（昨日露営した平沢の雪濠）に戻り馬立場へ急げば、今日中に帰営できる。天候も回復してきた」と前向きな発言をして隊員を元気づけた。
（雪濠を用意できなかった）鳴沢第二露営地で次々と隊員が力尽きていく様を見た神田大尉がすぐに出発する旨を山田少佐に具申した際には、慌てずに「明日になれば天候もよくなるだろう」となだめた。
復路・鳴沢から馬立場への出発前には「田茂木野方面へ偵察の斥候を出す。希望者は集まれ」と言って偵察者を募り、北西方向高地・駒込川の2方面へ分けて先発隊を送る。北西方向高地を偵察した高橋伍長より「先発隊が馬立場に至り、後輩の田島一等卒以下4名がその先・田茂木野方面へ進出中」との報告を受けると「帰路が見つかった」旨を部下に告げ、本隊を馬立場へ向け出発させた。
以降の行軍中は隊員を鼓舞し、神田大尉には「暖をとるため露営地で犠牲者の背嚢を集めて燃やした件と、重荷となるため半数の銃は叉銃にして八甲田へ残してきた件、これらは大隊本部が責任を持つ。今後は他のことを一切考えず、遠慮なく我が五連隊を先頭で引っ張ってくれ。そのそばには離れず、俺がいる」（復路の馬立場での出発前点呼をしている間）など、励ました。
馬立場から田茂木野への帰営時は伊東中尉を「生き残った隊員の中で最も元気そう」との理由から隊列の最後尾に付かせ、神田大尉が山田少佐の干渉を気にせず行軍指揮ができる環境を整えた。伊東中尉には「大隊長殿に万が一（死亡）があればそれは五連隊の全滅を意味するから、大隊長殿は部下の助けによって必ず生きて帰ってもらい、（行軍計画段階から我田引水と朝令暮改を重ねて悲劇のきっかけを作った張本人として）今回大量遭難に至った顛末を大隊長殿自身に説明してもらう」とその意義を述べている。後に賽の河原付近で大峠方面を進む神田大尉らと分離し、駒込川方面を進む隊を伊東中尉、山田少佐ら11名を率いて田茂木野を目指した。帰営後は（捜索隊の一員として）消息を絶った部下の捜索活動に加わっている。
救助隊に発見・救助された生存者11人の中で自力歩行できた隊員はごくわずかで、大半の隊員は重い凍傷を負って自力歩行困難となり、救助隊員に支えられる・または救助隊ソリに乗せられ田茂木野へたどり着いた。帰営後は凍傷により四肢を切断したり半身不随となった隊員も多かった。
モデルは生存者の一人である倉石一大尉。

沖津（おきつ）大尉
演 - 玉川伊佐男
行軍本番中は永野三等軍医と共に倒れた兵の治療を行っていたが、鳴沢で自らも力尽きて永野三等軍医と共に凍死した。
モデルは興津景敏大尉。

永野（ながの）三等軍医
演 - 竜崎勝
予備演習参加時は好天に恵まれ、「凍傷どころか寒さを訴える者もいない。これじゃ軍医も用なしですな」と安堵する。
行軍本番前日に青森観測所（現在の仙台管区気象台管轄の青森地方気象台）を訪れて、行軍期間中の八甲田山付近の天候を確認。「優勢なる低気圧が太平洋岸を北上しており、それが昼頃青森県に近づき北西の風が強まってきたら天候の異変と考えて良い」との情報を得ていた。
行軍本番では、大峠で神田大尉・伊東中尉らにこの情報を伝え行軍を中止して帰営することを進言したが、田村見習士官らの反対にも遭って受け入れられず、直接の上官である山田少佐は悪天候にもかかわらず独断で行軍を続行した。馬立場で小休止中は「負傷者・凍傷者はいないか。手足の指先を動かして確かめてみろ」と隊員に告げ、この先の五連隊行軍に支障が無いか確認した。平沢第一露営地出発時にソリ隊の兵卒が突如叫び声を上げて雪上に倒れ込むと、「下着が汗に濡れ、小倉生地の服に滲んでいた。雪壕を出た途端、寒さのためそれらが一瞬で氷になり、それによる凍死である」旨の診断を下す。最期は鳴沢で沖津大尉と共に凍死した。
モデルは永井源吾三等軍医。

田村（たむら）見習士官
演 - 日和田春生
一行が田茂木野に到着すると「小休止」と発し、遅れていたソリ隊が本隊と合流できた旨を神田大尉らへ知らせた。
大峠での小休止中は、永野三等軍医から帰営の進言が出されたことに対し「永野軍医殿は風速と気温の低下を低気圧のように言われるが、ここは平地ではなく山の上だからこの程度の風は当たり前だ。ここで行軍を中止し帰営したら雪中行軍を計画・準備した意味が無くなる」と反論し、行軍続行を主張した。
モデルは田中見習士官。

進藤（しんどう）特務曹長
演 - 江角英明
往路の田茂木野にて小休止中に神田大尉を探す村長の作右衞門に声をかけられたが、神田大尉に取り次がず、山田少佐が村長と応対した。このことで、八甲田への突入に案内人が付かなくなった。
小峠にて小休止中には永野三等軍医の帰営の進言を「兵卒の服は木綿の軍服だが我々と同じ羅紗の外套を1枚着用し、その上に予備をもう1枚持っている」と反論し、行軍続行を主張した。
馬立場にて小休止中には山田少佐へ「八甲田には夏場に来たことがあり、馬立場から2km先へ進めば田代へたどり着ける」ことを伝えた。この過去の経験をもとに、復路・未明の暗い道を帰営途中に「田代への道を知っている」と言い出し、これを信じた山田少佐の命令で先頭に立った。この妄言を信じたことで、神田隊は本来の針路から大きく外れて駒込川の峡谷へ迷い込んでしまい、遭難状態に陥った。
最期は誤った道案内に気づいて錯乱し、駒込川へ飛び込んで凍死した。この後、神田隊は駒込川支流を西に進んだところで崖に行き当たり、これを登攀した神田隊は体力を奪われ、滑落による落伍者が増加した。
モデルは佐藤特務曹長。

今西（いまにし）特務曹長
演 - 井上博一
往路・馬立場での小休止時は「やるなあ神田も、小峠から猛吹雪の中を迷うことなく馬立場まで7kmか」と言い、神田大尉は案内人なしでも八甲田雪中行軍を成功させるだろうと期待する。のちに「輸送隊後尾到着」と発し、大幅に（2時間以上も）遅れていたソリ隊がようやく本隊と合流できた旨を神田大尉と山田少佐に知らせた。
モデルは生存者の一人である長谷川貞三特務曹長。

#### 連隊の隊員
津村（つむら）中佐
演 - 小林桂樹
連隊長。山田少佐から雪中行軍計画書の提出を受けた際に、神田隊のほかに上部組織の大隊本部が随伴することによる指揮系統の乱れを不安に思ったが、山田少佐の「三十一連隊は既に弘前を出発した」という報告により、「随行する大隊本部は行軍と無関係の編成外組織で、行軍隊の指揮は神田大尉が執る」ことを再確認したうえで木宮少佐同席の下、計画書に署名して決裁印を捺した。
五連隊雪中行軍隊結団式（ただし、下士卒は欠席）では木宮少佐同席の下「行軍隊・随行員計210名の中から、たとえ一人といえども落伍者その他を出さぬよう、万全の準備とその実施を希望する」と参加隊員に訓示。出発当日（1月23日）は屯営正門で木宮少佐らと共に雪中行軍隊員を見送った。
神田隊からの連絡がいつまでも来ないことを心配すると、部下の木宮少佐へ「第四旅団全ての連隊長・大隊長・中隊長非常招集」を命令。のちに救助隊員より「遭難した五連隊雪中行軍隊の中から江藤伍長を含む12名の生存を確認し救出した（うち1名は救出後に死亡）」との報告を受け、五連隊幹部を引き連れて田茂木野へ迎えに出向いた。この時、山田少佐から謝罪を受け、自身は山田少佐らに三十一連隊（徳島隊）が八甲田を踏破したことを伝えた。
モデルは津川謙光中佐。

木宮（きのみや）少佐
演 - 神山繁
連隊本部所属。先に提出・受理された三十一連隊（徳島隊）行軍計画書を山田少佐らと共に閲覧した時は、「大胆というか無謀というか、意図がよくわからん」と長距離行軍計画に疑問を抱いた。
のちに神田大尉と山田大隊長より提出された「五連隊雪中行軍計画書」の内容審議へ同席。津村連隊長が計画書を決裁し雪中行軍実施許可を出すための署名捺印準備を行うと共に、神田隊結団式と出発当日の見送りにも同席した。
1月25日に神田隊が三本木に到着しているかの確認を三本木警察（現在の青森県警察十和田警察署）に電話確認し、「五連隊は昨日（1月24日）の午後4時に無事三本木へ着いた」という返答をもらい安堵したが、当の神田大尉や山田少佐からの報告がないことを不審に思い、三本木で神田・徳島の両隊がすれ違うはずと考えた津村中佐の命で再度、三本木警察に安否確認を行った。すると、三本木に到着したのは神田隊ではなく徳島隊であって、翌朝に増沢へ向かったと判明した。このことで、神田隊は八甲田で遭難したのではないかと心配し、これを受けた津村中佐は第四旅団すべての連隊長、大隊長、中隊長を緊急招集した。
神田隊の遭難判明後は、田茂木野の民家と倉庫を借りる形で遺体安置所と捜索隊詰所（現地指揮本部）を立ち上げ、そこで捜索活動の指揮を執る。救助隊伝令の花田伍長より江藤伍長発見の報告を受け取っている。
捜索隊詰所に八甲田を踏破した徳島隊の徳島大尉が訪れ、徳島隊の全員生還を伝えられ、鳴沢から賽の河原にかけての広範囲に神田大尉以下の五連隊隊員の遺体を多数発見の報告を受けた。既に23体の遺体を1月28日（徳島隊打擲前日）に収容していたため、徳島大尉を神田大尉の遺体が安置されている遺体安置所へ案内した。
数日後に友田少将と中林大佐へ捜索活動報告書を提出。「遭難した五連隊雪中行軍隊の中から江藤伍長を含む14名の生存を確認し救出したが、うち2名は懸命の手当ても空しく救出後に死亡。よって生存者は12名となった」と報告した。

三上（みかみ）少尉
演 - 森田健作
遭難救助隊の隊長。大峠まで地元住民を案内人として雇い、遭難救助隊を率いた。猛吹雪にさらされ瀕死の江藤伍長を発見した。救助後の江藤伍長の報告をもとに「遭難した五連隊雪中行軍隊の中に生存者がいる可能性はあり得ない」と津村中佐らに報告している。
モデルは三神定之助少尉。

花田（はなだ）伍長
演 - 伊藤敏孝
遭難救助隊の伝令を担当。江藤伍長発見の報を木宮少佐らに届けた。その際に、江藤伍長の言から「雪中行軍隊は山田大隊長・神田中隊長以下全滅の模様。引き続き付近を捜索中であります」と報告した。

### 雪中行軍隊の家族・親族
神田 はつ子（かんだ はつこ）
演 - 栗原小巻
神田大尉の妻。行軍出発前日、夫に「携帯懐炉は5・6日分用意してくれ」と言われ、多めに携帯懐炉を用意した。
劇中終盤では、田茂木野に設けられた夫の遺体安置所で「最期の別れがしたい」と訪れた第三十一連隊の徳島大尉を出迎え、「夫は『八甲田で三十一連隊の徳島様に会うのが今回の雪中行軍の楽しみ』と申しておりました」と伝えた。これに徳島大尉は「間違いなく自分は、雪の八甲田で会いました」と告げている。

徳島 妙子（とくしま たえこ）
演 - 加賀まりこ
徳島大尉の妻。神田大尉が徳島大尉の自宅を訪れた際，手料理でもてなす。

斉藤伍長の伯母
演 - 菅井きん
斉藤伍長（弘前歩兵第三十一連隊）と長谷部善次郎一等卒（青森歩兵第五連隊）の伯母。雪中行軍前に青森にある彼女の自宅で斉藤伍長と長谷部一等卒が会うはずが、斉藤伍長の都合で会うことができなかった。そのため、「出来れば弟（長谷部一等卒）は八甲田雪中行軍に参加しないほうが良い」という伝言を受け、長谷部一等卒に伝えた。長谷部一等卒の行軍参加については自身も心配していた。

### 案内人たち
滝口さわ（たきぐち さわ）
演 - 秋吉久美子
宇樽部村の村民。宇樽部（現在の十和田市奥瀬十和田湖畔宇樽部）と実家がある戸来（現在の三戸郡新郷村）鹿田地区の往復時に冬の犬吠峠越えをした経験が二度ある。徳島隊の案内人となり、宇樽部から中里まで徳島隊を案内した。中里で徳島隊と別れ、実家へ帰省。

沢中 吉平（さわなか きちべい）
演 - 山谷初男

福沢鉄太郎（ふくざわ てつたろう）
演 - 丹古母鬼馬二

沢田留吉（さわだ りゅうきち）
演 - 青木卓

大原 寅助（おおはら とらのすけ）
演 - 永妻旭
熊ノ沢部落の村民4名。徳島隊の案内人となり、増沢から田茂木野まで案内した。途中、八甲田山中で第五連隊隊員の遺体を発見した場に居合わせており、案内終了後に徳島大尉より「八甲田で見たことは（親・兄妹含む身内へも）一切口外してはならない」と諭された。

### その他
作右衛門（さえもん）
演 - 加藤嘉
田茂木野村（現在の青森市田茂木野）の村長。
神田大尉らが行軍本番前調査に訪れた際、「これまでに田代を目指した地元の者が幾人も吹雪に呑まれ、賽の河原で犠牲になった」と述べて冬の八甲田山を越えることの危険性を説いた。
行軍本番では、隊が小休止していた田茂木野で山田少佐と会って案内を申し出るがこれを断られ（神田大尉が気づいた時には却下された後であった）、八甲田に突入する神田隊らを見送り、無謀な行軍であると嘆いた。

滝口 伝蔵（たきぐち でんぞう）
演 - 花沢徳衛
宇樽部村（現在の十和田市）の村民で、滝口さわの義父（嫁ぎ先の父）。徳島大尉に挨拶の際には、さわには銀山（現在の秋田県鹿角郡小坂町）で働く夫（伝蔵の息子）がおり、生まれたばかりの子が居るので、さわがこれ以上峠を越えられないと言えば、さわを叱らずに無理をせず引き返すように要望している。

鈴木貞雄（すずき さだお）
演 - 田崎潤
三本木（現在の十和田市）の宿の主人。第三十一連隊の門間少佐から「1月25日は五連隊（神田隊）が三本木に到着しているはず」との伝言を電話で受け、これを徳島大尉に伝えた。

老人
演 - 浜村純
中里村（現在の三戸郡新郷村）の村民。中里に到着した徳島隊が雪壕を掘っていたところに、村の家に泊まるよう勧めたが、徳島大尉はこれを断っている。

西海 勇次郎（さいかい ゆうじろう）
演 - 船橋三郎
東奥日報の従軍記者。徳島隊と共に10泊11日の雪中行軍を行った。八甲田を越えて青森市内へ入ったところで取材を終了し徳島隊と別れ、東奥日報本社へ戻って第三十一連隊雪中行軍取材の内容を新聞記事にまとめた。
モデルは史実の弘前第三十一連隊の雪中行軍隊に従軍した東奥日報記者の東海勇三郎。
井上（いのうえ）見習士官
演 - 仲野裕
大峠での小休止中に永野三等軍医の帰営の進言を「これ以上の行軍が不可能だとは思えない。たとえ作戦が不可能な状況に遭遇してもそれを可能にするのが我々の任務だ」と反論、行軍続行を主張した。
モデルは今泉三太郎見習士官。

裸で凍死する兵卒
演 - 原田君事
行李輸送隊（ソリ隊）としてソリを牽引し、ソリ放棄後は炊事兼暖房用木炭を背負っていた。途中猛吹雪の中、幻覚により発狂し、矛盾脱衣してそのまま凍死した。他の隊員にも幻覚で木に銃剣を突き立てるなどが描写されている。

ソリ隊の兵卒
演 - 大竹まこと
行李輸送隊（ソリ隊）としてソリを牽引。大峠での小休止では、指揮官が神田大尉から山田少佐に変わっても関係ないとして、「早く田代で温泉に入って一杯やりたい」とこぼしていた。
平沢第一露営地を出発する際、汗だくになっていたため、雪壕を出た途端に下着と軍服が凍結し、そのまま凍死。神田隊の最初の犠牲者となった。この兵卒が死亡した後、ソリ隊はソリを放棄して、重い荷物を背負い、極寒と猛吹雪の中、不眠不休絶食の状態で歩いたため、ソリ隊員が次々と落伍していき、鳴沢第二露営地と中の森第三露営地に到着した際には、シャベルを持っていた隊員が既に落伍（駒込川からの崖登りで滑落死）していたため雪壕を掘ることができなかった。
出典：東宝WEB SITE・資料室(八甲田山)

## スタッフ
- 監督 - 森谷司郎
- 脚本 - 橋本忍
- 原作 - 新田次郎「八甲田山死の彷徨」
- 企画 - 吉成孝昌、佐藤正之、馬場和夫、川鍋兼男
- 製作 - 橋本忍、野村芳太郎、田中友幸
- 撮影 - 木村大作
- 美術 - 阿久根巖
- 音楽 - 芥川也寸志
- 録音 - 吉田庄太郎
- 照明(ロケーション) - 大澤暉男
- 照明(セット) - 高島利雄
- 編集 - 池田美千子、竹村重吾
- 製作担当 - 小山孝和
- 助監督 - 神山征二郎
- スチール - 藤巻健二

## サウンドトラック
- 作曲・指揮：芥川也寸志
- 演奏：東京交響楽団
- 発売：1977年
- 収録曲：
  1. 『第一部 白い地獄』
  2. 『第二部 大いなる旅』

LPではA面に「第一部　白い地獄」、B面に「第二部　大いなる旅」がそれぞれ収録されていた。2009年にディスクユニオンのレーベル富士キネマよりCDで再発された（規格品番FJCM-006）。
- 『八甲田山 完全版 』[6]
- 発売：2019年5月22日
- 発売元：CINEMA-KAN
- 品番：CINK-78
- 音楽：芥川也寸志

### シングル
- 作詞：山川啓介
- 作曲：芥川也寸志
- 編曲：若草恵
- 歌：五堂新太郎
- 収録曲：
  1. 『春には花の下で』
  2. 『大いなる旅』

両曲共にサウンドトラックのテーマ曲に歌詞をつけたものである。上述のCDにボーナス・トラックとして収録された。

## 製作

### 企画
2004年に発売されたDVDに収録された「橋本忍と学生の座談会:映画『八甲田山』を観て」での橋本忍の言及によれば、野村芳太郎から「『八甲田山死の彷徨』を読まれましたか」と勧められ、読んで面白いことは分かったが、根本的に極寒の環境でカメラ等の撮影機材が耐えられるのか分からないから、その年の一番寒い時期に八甲田山へ機材を持って撮影を試したら、撮影自体は可能なことが分かり、「じゃあやろうかとなった」等と話している。原作「八甲田山死の彷徨」の映画化を思い立ったのは橋本忍。1974年2月に新田次郎から映画化権を獲得。製作のイニシアティブは橋本プロが執った。
本作は初め東映に持ち込まれたが、明治物は当たらないという映画界の傾向を無視できなかった岡田茂東映社長が「そんな蛇腹（明治時代の軍服）の話が受けるかい」と承認しなかったため、東宝で製作されることとなった。野村芳太郎の所属する松竹、森谷司郎の所属する東宝に撮影済みのフィルムの一部を見せ、シナリオを渡し、東宝から「条件を聞きたい」とのオファーを受け、東宝での配給が決定した。

### キャスティング
役柄は不明であるが山村聡も出演するはずだった（一部のポスターでは、山村の名前が入る物もある）。山田役は当初丹波哲郎にオファーされていたが、丹波が厳冬期の青森での長期ロケに難色を示したため、出演シーンの大半がスタジオ撮影である児島大佐役に変更になり、代わりに三國連太郎に山田役が回されたとされる。
高倉健と緒形拳、また高倉と小林桂樹が唯一共演した映画作品である。

### 出演料
徳島大尉を演じる高倉健は本作出演にあたり、日本で初めて歩合契約を結び、基本出演料1,500万円の他、配収25億円の大ヒットで、後から3,000万円が高倉の懐に入った。

### 撮影
脚本の橋本忍は、当初群馬県の温泉地で撮れないものかと考えていた。しかし野村芳太郎や森谷司郎と八甲田の山々を歩いて見て、ここで撮るしかないと考えを変えた。野村芳太郎から「映画には空気が映る」と言われていたからという。
撮影の木村大作は思うような撮影の技術が発揮できず、不満が残った。映像は端正といえず、青森隊が露営する場面では白い雪を背景に兵士たちの顔が黒く潰れている（後のデジタルリマスター版では露出が補正され、兵士たちの顔も判別できるようになった）。雪の山道では大きな照明道具を持参することが出来ず、小さな手持ちライトだけで顔に当たったり外れたりしていたという。また内容も兵隊が雪の中で死んでいくだけでは、ヒットするとは思えなかったという。
高倉は「最初はひたすら雪の中の映画を、そんなものを誰が見るのって言われながら撮っていきましたけど、途中からおおきなうねりになりました」と述べている。
実際に体感温度零下20〜30度にも及ぶ真冬の八甲田山で二冬もロケを敢行し、日本映画史上類を見ない過酷なロケとして有名になった。助監督を担当した神山征二郎は、その過酷さから「この映画の全ての撮影が終わった時、“寿命が2年縮んだ”と思った」と回想している。遭難現場は八甲田山北東斜面だが、ロケは八甲田山北西の寒水沢、酸ヶ湯温泉付近や岩城山の長平、奥入瀬などでも行われた。作中の激しい吹雪のシーンも実際のもので、時には役者たち各々にビニールのカバーを被らせ、外で4時間も吹雪待ちをした。斉藤伍長役で出演した前田吟は「撮影当時はまだダウンコートもない時代だった。この映画で着用した軍服は見た目はカッコよかったが、生地が薄くてかなり寒かった。特に何もしないでただひたすら待つだけの待機時間が辛かった」と証言している。また、ある時ロケに参加した兵役たちのためにスタッフがカレーを作ってバケツリレーで回したが、後ろにいた前田の所に来た頃にはカレーが凍っていたとも証言している。
兵卒には高倉健や北大路欣也などのスター見たさもあって、現地で募集したエキストラも多数参加していたが、当地在住のエキストラにとっても寒さは過酷なもので、撮影開始から数日も経つとエキストラの数は当初の半分に減っていたという。裸で凍死する兵卒を演じた原田君事の肌が紫色に映っているのはメイクではなく本当に凍傷になりかけたためという話も残っており、主役級も含めて俳優たちの出演料も決して高額ではなかった。主役の高倉健は3年に渡る撮影に集中するためマンションと所有するメルセデス・ベンツ・SLを売却した。
徳島隊が雪崩に巻き込まれるシーンは、現場スタッフが30発のダイナマイトを爆発させて雪崩を起こし、3台のカメラで撮影された。十和田湖畔の行軍シーンでは良い画角で撮るため、氷を張った湖に木村大作が飛び込んで撮影した。この過酷な撮影は当時カメラマンだった木村大作にも大きな影響を与えたと言われている。前田吟によると、本作の終盤で遺体となった神田大尉が棺の中で横たわるシーンは、北大路が血の気のない死体役を演じるため実際に約5時間も棺桶に入って準備をしたという。また、高倉健もこの撮影で足が軽度の凍傷になってしまったという。
登山家の野口健は、「雪山登山を知る者からするとこの映画には“あるある”の場面が満載です。また遭難の典型例が勢揃いしています」と評している。

### 撮影記録
1974年2月からロケハンを開始。カメラテストを重ね、1975年6月18日クランクイン。1977年2月クランクアップ。映画の完成は1977年5月。ロケ撮影は、高倉健率いる弘前三十一連隊からスタートし、その後北大路率いる青森五連隊の撮影を行った。撮影完了後、最初に編集した段階では4時間超えの作品だったが、長過ぎるため後日さらに編集で削って約3時間にしたものが公開された。

### 製作費
シナノ企画、東宝映画、橋本プロの三社トップ・オフで宣伝費1億5,000万円、制作費3億5,000万円、配給経費(6週間分)1億4,000万円、プリント費約200本分で5,400万円、これらを合計した直・間接費が総額6億9,400万円で約7億円。

## 宣伝
ラッシュを観た東宝は、作品内容が良いと判断し、日本映画では当時史上最高の宣伝費3億5,000万円、3億8,000万円を注ぎ込んだ。責任の所在を明確にするため、東宝、東宝映画、シナノ企画、橋本プロの他、音楽・ワーナー・パイオニア、原作・新潮社など、関係各社で「映画『八甲田山』 企業委員会」が組織され、製作期間も3年と長かったことから、宣伝も時間をかけて知恵を絞り、大々的に立体宣伝を展開した。
3億5,000万円のうち、テレビの宣伝効果が最も大きいと判断され、約半分の1億7,000万円をテレビに投入、1977年春から夜8時台のゴールデンタイムに流行語になった「天は我々を見放した」などのキャッチコピーを起用したスポットCMを流した。テレビCMに極端に宣伝費が注ぎ込まれた最初のケースであった。
また国鉄のキャンペーンディスカバー・ジャパン"一枚の切符"からの宣伝ポスターにも『八甲田山』が利用され、1977年6月6日から封切日まで全国的規模でポスターが駅に貼られ、1977年6月16日から1週間は全線社内に中吊り広告を掲出した。「天は我々を～」以外にも新聞や雑誌に別々のキャッチコピーを用意、「その日 八甲田はこの世の終わりのように咆哮した！ 白い地獄と呼ばれた～骨まで凍る地吹雪の中に死の行徨が始まる」「～白い地獄が待っていた！」「八甲田の雪は白い悪魔か！」など、大々的に広告展開がなされた。東宝の宣伝マンは『八甲田山』で「いろいろやりたいことができた」と話したといい、「宣伝マン冥利につきるのでは」といわれた。但し、民音、労音、日音協、シナノ企画が前売り券を150万枚売ったといわれる。
宣伝担当の堀内實三は、青森県知事から承諾を得て本作品を県民映画とし、地方は遅れ興行が常識であった時代に青森県内の上映全館で一斉封切りを実現した。

## 作品の評価

### 興行成績
内容が暗いので映画向きではないと極言する映画関係者もいたが、ヒットは間違いなしという大方の前評判ではあった。しかしこれほどの超ヒットになるという予想はされていなかった。最終的に配収23億円、配収25億円の大ヒットで、『日本沈没』を上回る当時の日本映画歴代配収新記録を打ち立てた。
本作のヒットの大きな要因として、先述の15秒のテレビスポットCMを大々的に放送したことなどに加え、豪華俳優たちの共演による前評判の高さもあった。ただし、マスメディアによっては「『八甲田山』は、雪が主役」と評されることもある。また、「神田大尉(北大路)が山田少佐(三國)に振り回される展開が、サラリーマン(特に中間管理職)たちから共感を得た」とも言われている。

### 後の作品への影響
配収から東宝の配給手数料として7億円を引いた16億円の25%、約4億円を引き、12億円の利益を出した。シナノ企画が独自で行った宣伝費が1億5,000万円あるため、残り約10億円をシナノ企画、東宝映画、橋本プロの三社で配分。配分の推定はシナノ企画25%、東宝映画25%、橋本プロ50%の割合い。監督の森谷司郎、プロデューサーの野村芳太郎にも1億円の配当があったとされ、木村大作にも1,000万円の他、実際に製作にタッチした人たちへ多額の利益配当が出たのも、日本映画で初のケースといわれた。映画を守るという大義名分のために、低賃金で犠牲的労働を強いられたスタッフが報われた形となった。これは映画公開終了直後の話なので、以降の二次使用についての配分は不明。日本のメジャー映画会社の外部プロとの提携は、1976年に角川春樹事務所が東宝と組んだ『犬神家の一族』以降活発になったものだが、『犬神家の一族』の場合は映画外部企業の製作だが、『八甲田山』の製作の中心は橋本プロのため、外部プロといっても映画業界インサイダーであった。しかも共同製作の株式会社東宝映画は別法人ではあるものの東宝の直轄制作部門である。折から東宝が志向していた大作一本立て、長期興行の成功例が出たことで、東映、松竹も積極的な外部プロとの提携を打ち出して、1978年以降、映画会社の自社製作の映画が減っていった。日本映画の外部プロとの提携、大作化で東宝、東映、松竹がそれぞれ持っていた会社のカラーは無くなっていった。儲け損ねた東映社長の岡田茂は、大ヒットの直後、「映画としてはそれほどよく出来てるとは思わないが、ただ熱意がすごい。時間をかけてじわりじわりと盛り上げ、製作の熱意が宣伝、営業に乗り移って、みんな一丸となってやった。それが成功の原因でしょう。その点、非常に勉強になった」と話した。暗い内容であっても、やり方によっては大ヒットさせることが出来ると映画会社は気づき、結果として「オールスター超大作の戦争映画」製作の気運が映画界で高まっていった。

## 後日譚
- 青森市幸畑字阿部野にある「八甲田山雪中行軍遭難資料館」では「ミニシアター」コーナーにて当映画を解説付きで上映している。
- 本作公開からしばらくの間、雪国に住む子どもたちの間で「八甲田山遊び」と称した、「裸で凍死する兵卒」をマネて雪の中に突っ込む遊びが流行ったという[2]。
- 進藤特務曹長らが迷い込んだ駒込川本流の峡谷には「駒込ダム」の建設が現在進められており、当映画に登場した駒込川峡谷・田代元湯・鳴沢はじめ支流にある沢の一部は将来ダムの底へ沈む。
- ラストシーンには、生存者の一人である青森歩兵第5連隊の村山伍長が八甲田ロープウェーとともに登場するが、モデルとなった村松伍長は八甲田ロープウェーが開業する前に死去している。
- 先述の通り本作がサラリーマンに好評だったことから本作公開後、監督の森谷は経団連関係者から続々と、「集団行動における統率や失敗」などをテーマにした講演を依頼されるようになった[2]。
- 高倉は「ぼくがやった徳島大尉も、実際は軍の上層部が『雪の八甲田で会いましょう』なんて適当なことを言って、デスクの上でほとんど冗談のように思いついた雪中行軍競争みたいなものに駆り出される。徳島隊は、たまたま命からがら全員が無事で生き延びたけれど、ああいう現場を見てしまった。助けたりできたのに、助けないでというあの悲惨な現場を。そんな兵卒たちが長く生きているとぐあいが悪いということで、最後は全員、満州、奉天の現場に送られる。本当はそんなことを考えた上のやつが悪いのに、そいつらのぐあいが悪いから、一番危ない戦場に出されてみな戦死させられています」と述べている[13]。

## デジタル修復
フィルムの経年劣化が進んだことから、2018年に東京現像所が4K解像度によるデジタル修復を行った。木村大作が監修を務め、単なる高解像度マスターの取得や傷の消去にとどまらず光量の補足や空撮シーンの揺れを抑制するなど、積極的な改善を施している。存命の関係者の証言も交え修復作業を追ったオリジナル番組とともに日本映画専門チャンネル、同局＋時代劇専門チャンネルの4K局で放送。また、2019年2月17日にBSフジ4Kでも放送された。
2019年4月17日にはBlu-ray版が発売された。